# ウルトラマントリガー NEW GENERATION TIGA
『ウルトラマントリガー NEW GENERATION TIGA』（ウルトラマントリガー ニュージェネレーションティガ）は、2021年7月10日から2022年1月22日までテレビ東京系列ほかにて放送されていた円谷プロダクション制作による特撮テレビドラマ。キャッチコピーは、「超古代の光を繋ぐ新時代の巨人伝説」「笑顔を守る、希望の光！」。

## ストーリー
火星が人類の新たな居住地として開拓された時代。火星で生まれ育った青年マナカケンゴは、超古代遺跡を怪獣が襲った際、不思議な力を発現させる。怪獣によって傷ついた人々を目の当たりにし、皆の笑顔を守りたいと強く願うケンゴは、シズマ財団の代表シズマミツクニからGUTSスパークレンスを与えられ、それを元に超古代遺跡の地下で眠りについていた光の巨人ウルトラマントリガーと一体化を果たす。怪獣やそれを使役する闇の巨人を退けたケンゴは、ミツクニより地球の対怪獣部隊GUTS-SELECTへの参加を呼びかけられる。かくしてGUTS-SELECTの一員となったケンゴは、頻出する怪獣や闇の巨人たちとの戦いに臨んでいく。

## 登場人物

### GUTS-SELECT
- キャラクター名は『ティガ』のキャラクター名の一部を共有したものとなっている[4]。
- 今の時代では、スケジュールや予算の関係上、防衛隊を描くのが容易ではなく、前作『Z』のように小規模なチームが存在する世界観という方法論は使えず、『ティガ』世代の親が落胆しない規模の組織感を出すためには、GUTSレベルの司令室のセットを用意する必要があることから、防衛隊があるバージョンとないバージョンの2プランが並行で進められ、前述の3人のウルトラマンという初期案も後者の世界観でアクションやドラマ部分をいかに面白く描くことができるか、ということを考えて提案されたプランであった。その後、防衛隊が登場する世界観となり、過去のニュージェネシリーズよりも大きな指令室のセットの中に必要な人員構成として、主役、ヒロイン、隊長、母艦の操縦士、戦闘機乗り、開発担当、情報担当の宇宙人というものとなり、作品自体が重たい話になることから、明るい雰囲気にするために賑やかな隊員関係となっている[4]。

マナカ ケンゴ
本作品の主人公。火星出身の21歳の青年。本編開始時はシズマ財団火星開拓局・植物研究センターに植物学者として勤務しており、有機物を加えることなく重金属成分の多い火星の土に花を根付かせる研究をしていた。その過程で「ルルイエ」と名付けた新種を品種改良で生み出し、蕾まで成長した唯一の株を火星では常に持ち歩いており、GUTS-SELECT入隊後は司令室で常に手入れをしている。普段は温厚かつお人好しで、口癖の「スマイル、スマイル」が示す通り人当たりの良い明るく真面目な性格の持ち主。同時に芯の強い一面も持ち、「皆を笑顔にしたい」という思いは誰よりも強い。
ユザレや闇の巨人の現れる夢に悩まされていたころ、重金属の少ない遺跡周辺の地下土壌を求めて超古代遺跡を訪れた際に発光現象を発現させ、ゴルバー襲来時にはシールドの発生といった不思議な力を覚醒させる。その様子を目の当たりにしたミツクニから、夢見る未来を切り開く力としてGUTSスパークレンスを託され、遺跡の最下層にてトリガーと合体し、その変身能力を得る。ゴルバー撃退後はミツクニの勧めで地球に渡ってGUTS-SELECTへ入隊し、事情を知るアキトやミツクニを除く仲間たちに変身できる事実を隠しながら、トリガーとして戦う。
カルミラとの決戦時に発生した時空の狭間に飲み込まれ、3,000万年前の超古代に飛ばされた際は、生前のユザレやトリガーダークと邂逅し、闇の一族がエタニティコアを手中に収めることを阻止するべく、エンシェントスパークレンスで光となってトリガーダークと一体化して精神世界に入り込み、トリガーダークと激闘の末、自身がトリガーに芽生えた光の意思から生まれ、3000万年かけて人間の姿に転生した化身であることを自覚し、トリガーダークをトリガーの姿へと変えさせる。現代に生還した後は、闇の巨人の復活に呼応して自らの体に受け継がれた光に目覚め、本来闇の巨人であったトリガー自身の過去と正面から向き合い、光であることを貫き通したことでエタニティコアの光のカケラを吸収し、グリッタートリガーエタニティとなる。当初は皆を守らなければならないと気負うあまりエタニティコア由来の力を使いこなせず苦悩するが、青年リブットの特訓を経て自身の夢見る未来を再認識し、光であると同時に人として自分が存在する意味を見出したことで、コントロールの術を習得する。
GUTS-SELECTの面々にメガロゾーアに変貌したカルミラに狙われる理由を聞かれた際に自分がトリガーであることを明かし、イグニス＝トリガーダークと共にメガロゾーアに挑む。戦いの中でエタニティコアの力に直接触れ、コアの持つ光と闇の力でエタニティコアの暴走の中和とトリガーの力をメガロゾーアと同等以上に増幅させる作戦を提案する。そしてイグニスがトリガーダークの力を返還したことでトリガートゥルースに変身し、光と闇、エタニティコアの力でメガロゾーアを撃破する。その後、未だ治まらないエタニティコアの暴走を鎮めるため、コアの内部に入り込む。
- 監督の坂本は、ケンゴのキャラクターについて、新型コロナの影響で、子供も大人も不安要素が多くあり、笑顔が少ない状況であったと感じていたため、みんなを笑顔にしたいし、自分も笑顔にできるキャラクターの方がいいと思っており、「スマイルスマイル」という言葉もそういう想いが込められているという。
- 名前の由来は、『ティガ』の主人公であるダイゴから。

『ウルトラマンデッカー』
第7・8・19・23 - 25話に登場。31歳。火星に戻って植物学者として働いていたが、ユザレからウルトラデュアルソードとウルトラディメンションカードを託され、スフィアソルジャーのモンスディメンションカードでエネルギーを擬態してスフィアバリアを突破し、地球に降り立つ。その後はスフィアメガロゾーアとして復活したカルミラをアスミカナタが変身したデッカーとともに救出し、デッカーやカルミラとともにスフィアメガロゾーアを倒す。その後はカルミラの協力を受けて再び火星へと戻るが、それ以降もカナタとともにスフィアと戦った。

シズマ ユナ
本作品のメインヒロイン。ケンゴの教育係を担当する現役女子高生隊員。初登場時は17歳だったが、第9話で18歳となる。
ミツクニの一人娘として幼少期から様々な英才教育を受けており、闇の巨人相手にも果敢に立ち向かう正義感を持つ。
ユザレが憑依している事実はミツクニによって秘匿されていたが、事情を知るイグニスや闇の巨人たちから身柄を狙われ、さらに時折意識が飛ぶ事実からユザレの存在を認知する。そして18歳の誕生日を迎えた際、亡き母親ユリカの家系から続くユザレの末裔であることを伝えられ、ユリカの形見であったユザレのエタニティコアの力に呼応する指輪を誕生日プレゼントとして贈られ、以降は首に提げている。
トリガーダーク出現時は、アキトからケンゴがトリガーである事実を知らされ、青年リブットの訓練を受けて以降は、過酷な運命に立ち向かうケンゴ同様、ユザレの末裔である運命に負けない強さを身につけることを決める。
一時はユザレがエタニティコアの力に触れ消滅した事実を知り、巫女の力を使うことを恐れるが、仲間を守りたいという思いを勇気に変え、真に覚醒を果たす。
- 姓名の由来は、苗字は『ティガ』のGUTS隊長であるイルマから、名前は『ティガ』のヒロインであるレナから。

『ウルトラマンデッカー』
第8話に登場。ミツクニの秘書として、ギジェランの除草剤を届けるために新生GUTS-SELECTのいるナースデッセイ号を訪れ、ケンゴとも再会する。
ユザレ
超古代の石板の中央に、祈りを捧げる女性として描かれていた超古代人の巫女。3000万年前、闇の巨人に対抗する「地球星警護団」の長として、トリガーと共に戦った。白髪であることを除けば遠い子孫のユナと同じ容姿をした少女であり、現代では思念体としてユナに憑依している。
現代ではケンゴの夢の中に何度も現れ、彼が光である旨のメッセージを送る。同時にケンゴやユナの身に危険が迫ると表に姿を現し、防御壁を張るなどの力を見せる。
ケンゴが超古代へ飛ばされた際は図らずも邂逅を果たし、温かな光を発するケンゴを自分の言葉で希望を意味するルルイエと称して、エタニティコアに接触しようとする闇の巨人たちを止めるよう懇願しながらエンシェントスパークレンスを託す。そして、エタニティコアの力に触れたことで、トリガーにエタニティコアのカケラを託した後に消滅する。
- 超古代文明の姿を話数を費やしすぎることなくスムーズに伝えるための方策として、超古代文明の代弁者という設定となり、ユザレの意思がユナに宿るものとなった。

『ウルトラマンデッカー』
第7・15話に登場。第7話では以前とは異なる容姿で火星にいるケンゴの前に現れ、ウルトラデュアルソードとウルトラディメンションカードを彼に託す。第15話で、デッカー・アスミによって未来のユザレであることが明かされた。

ヒジリ アキト
GUTS-SELECTの技術開発担当である18歳の現役高校生。超古代遺跡の秘密を研究しており、大半のライドメカやガジェットなどを開発・設計した。幼いころから稀有な才覚を発揮し、科学者だった両親と一緒に出現の予期された怪獣から世界を守るための研究を行っていたが、デスドラゴ襲撃の折に両親と死別し、ミツクニに引き取られた過去を持つ。クールかつ無口な性格で、遠慮なく距離を詰めてくる相手には「ウザい」と言う傾向がある。幼馴染のユナに寄せる想いは強く、彼女の笑顔を守りたいとする信念が原動力となっているが、誕生日プレゼントとしてスタンガンを贈るなど、アプローチはぎこちない。
ユナを守るべく作ったGUTSスパークレンスでトリガーに変身したケンゴを当初は気に入ることが出来ずにいたが、ミツクニからの頼みを受け、サポートを行う。以降はケンゴを邪険にしつつも、次第に世界中の人々を笑顔にしたいと本気で願うケンゴの信念に共感を覚えるようになり、態度を軟化させていく。
お化けが大の苦手であり、劇場版でお化け屋敷に入った際は普段のクールな姿からは想像もつかないような悲鳴をあげている。
- 苗字の由来は、『ティガ』のGUTSの科学者であるホリイからで、ホリイ→ホーリー→聖→ヒジリという流れとなっている。ダーゴンとの友情は前述の3人のウルトラマンという初期案の名残りである。初期案では、TPUに所属しており、自ら生み出した変身アイテムでウルトラマンに変身し、アキトと同型の変身アイテムをケンゴとイグニスも手に入れて変身するという展開であった。

『ウルトラマンデッカー』
第7話に登場。火星へと渡って宇宙開拓事業に従事している。その後は、ユザレがケンゴに託したスフィアソルジャーのモンスディメンションカードを分析してケンゴに託す。

サクマ テッシン
ナースデッセイ号のパイロット。チーム最年長の40歳。豪放磊落な体育会系で、「世の中のすべての悩みは筋トレすれば解決できる」と声高に叫ぶ、脳みそまで筋肉で出来ているような熱血漢。誰でもフランクに接するムードメーカーでケンゴにとっては良き兄貴分だが、デリカシーに欠け、誰にでも遠慮なしに距離を詰める傾向や無闇な暑苦しさや騒々しさはヒマリやアキトからは心底嫌がられている。その反面、射撃と操縦の腕前は確かなものである。
- 名前の由来は、『ティガ』のシンジョウテツオから。

『ウルトラマンデッカー』
作中には登場しないが、火星へと渡って宇宙開拓事業に従事している。

ナナセ ヒマリ
GUTSファルコンのパイロット。26歳。通常時は冷静沈着で口数が少なく、皮肉屋でマイペースな面が目立つ辛辣至極なクールビューティーである。しかし遠隔操縦用のVRゴーグルをつけてコントローラーを握るとハイテンションな性格へと豹変し、GUTSファルコンを「ファルコンちゃん」と呼びながらファルコンスペシャリストの称号に恥じない巧みな操作技術を見せる。
- 苗字の由来は、『ティガ』のヤナセレナから。

『ウルトラマンデッカー』
作中には登場しないが、火星へと渡って宇宙開拓事業に従事している。

タツミ セイヤ
GUTS-SELECTの隊長。38歳。外見や年齢、肩書きに捕らわれることなく人の資質を見抜いて相手を正当に評価して役割を与え、優しさと厳しさを兼ね備えてチームをまとめることの出来る人物。常に冷静沈着で、緊急事態にも冷静に対応する。
当初はTPU上層部の方針に従いトリガーを警戒するが、ガゾート戦の最中に認識を改め、トリガーの援護を決める。デアボリックとの戦いで負傷したケンゴがトリガーと同様の箇所に傷を負っていたことから、彼がトリガーであることを察する。
- 名前の由来は、『ティガ』のムナカタセイイチから。

『ウルトラマンデッカー』
第7話に登場。火星へと渡って宇宙開拓事業に従事している。

メトロン星人マルゥル

地球平和同盟TPUの設立直後に地球へ流れ着いた流浪のメトロン星人。年齢不詳。小柄で可愛いらしい外見をしているが、毒舌家で言葉使いが荒い。隊長であるタツミセイヤの勧誘でGUTS-SELECTに入隊し、その豊富な怪獣や宇宙人の知識を買われ、オペレーターを務める。

### シズマ財団
シズマ ミツクニ
世界的複合企業シズマ社の創業者兼社長にして、シズマ財団の会長。60歳。財団が手がける宇宙開拓事業や超古代遺跡発掘の過程で怪獣や闇の巨人の存在を知り、TPUおよびGUTS-SELECTの設立を主導した。
素性や過去は公にはされていないが、その正体は地球平和連合TPCやGUTS、ウルトラマンティガが存在する別次元の宇宙（＝ネオフロンティアスペース）から来た人間である。かつてはTPCの情報局員だったが、本編の30年前にガッツウイングで原因不明のマシントラブルが多発するエリアを調査しに向かった際に時空の渦に飲み込まれてしまい、トリガーのいる次元の地球に漂着した。この事実はタツミやアキトなど一部の人間しか知らなかったが、闇の巨人の復活に伴い激化する戦いに備え、GUTS-SELECTの結束を強めるべく残りのメンバーにも明かされる。
火星の超古代遺跡を調査に訪れた際、ケンゴの力を目撃したことで彼にGUTSスパークレンスを託し、トリガーとなった彼をGUTS-SELECTにスカウトする。3体の闇の巨人が復活してからは、エタニティコアを調べるべく、ケンゴとアキトにユナを任せてナースデッセイ号を離れる。その後、ユナの18歳の誕生日に一時合流し、3000万年前と現在の地球との繋がりや、エジプトで発見された新たな壁画の存在、さらにユナには自身の秘密とユザレとの関係を伝える。
キリエロイド出現時は自身の中に生まれた内なる光に気づき、ユザレとして覚醒したユナから光を与えられたことで過去の記憶から生成したスパークレンスによってウルトラマンティガを現出させる。

マナカ レイナ
シズマ財団火星開拓局の一員で、ケンゴの母親。49歳。本編の21年前に、トリガーの眠る火星の超古代遺跡を発掘し、そこで発見した光る赤ん坊を、光の化身であることに気づいた上でケンゴと名付け、育ててきた。

### その他
イグニス
100年前にヒュドラムによって滅ぼされたリシュリア星の生き残りで、「宇宙一のトレジャーハンター」を称するリシュリア人の男性。実年齢は334歳で、地球人換算では34歳となる。普段は軽薄としているが、感情が昂った際や超能力を行使すると、顔にリシュリア人特有の紋章が浮かび上がる。
銀河を股にかけて「ゴクジョー」なもののみを手に入れることが信条で、貴重なアイテムを多数所有している。
地球ではユナや超古代文明の出土品を狙う一方で、仇敵ヒュドラムの企みを阻止するべく、ケンゴたちと接触を繰り返す。ユザレやトリガーについても認知しており、ヒュドラムへ復讐するための力としてトリガーの力に着目。トリガーダークが倒された後にそのエネルギーを吸収し、さらに青年リブットの教えを元にアキトの研究室から奪ったGUTSスパークレンスの試作型やブランクキーから念動力でブラックスパークレンスとトリガーダークキーを生み出し、トリガーダークへの変身能力を得る。
そしてヒュドラムを倒すべくトリガーダークの力を行使しようとするが、その強大な力を制御することができずに暴走。メツオロチやカルミラとの戦闘後、トリガーダークに変身していたことがGUTS-SELECTに発覚し、キーを押収されて拘束される。その後、アボラスとバニラ出現時にアキトの判断で拘束を解かれ、改良されたトリガーダークキーとブラックスパークレンスで再びトリガーダークに変身し、力を制御できるようになる。直後、リシュリア星復活のためにエタニティコアを入手すべく、ユナをさらってケンゴたちに「ラストゲーム」と称して争奪戦を挑む。その中でヒュドラムの妨害に遭うものの、ケンゴがユナの協力を得て作ったグリッタートリガーエタニティキーを使用してヒュドラムを撃破。自分を信じたケンゴたちに報いるためエタニティコアの入手を諦め、どこかに去る。メガロゾーアが侵攻する中で、ケンゴや別次元の地球から来たミツクニの言葉を受けて、地球を守るためにケンゴと共にメガロゾーアに立ち向かう。全ての戦いが終わった後は、リシュリア星を復活させる方法を探すため、トレジャーハンターとして再びどこかへと去る。
- ヒュドラムに抱く復讐心は、前述の3人のウルトラマンという初期案の名残りである。だが、念力のみではヒュドラムと対等に戦えないことから、トリガーダークの力を取り込んで変身するものとなった。だが闇に呑まれる闇堕ちではなく、ヒュドラムに対抗する手段としてトリガーダークの力を武器のようなものとして使用することとなった。
- 表面上の明るさと、葛藤を抱えた内面の違いを表現するために、心情を吐露するシリアスなパートでは各回の監督と話し合いながら作り上げ、コミカルなシーンではアドリブを入れたという。

ナツカワ ハルキ
『ウルトラマンZ』の主人公。バロッサ星人（四代目）を追って、ウルトラマンゼットと共にケンゴたちのいる地球を来訪する。

青年リブット
ウルトラマンリブットの人間態としての姿。自力では元に戻れないため、ユナから借り受けたGUTSスパークレンスとゴモラキーに光を込めて自ら生成したウルトラマンリブットキーで光の力を解放し、元の姿に戻る。
アブソリュートディアボロを追跡する過程で、エタニティコアの力の扱いに苦心するケンゴと接触し、彼やユナに対して自分の力と向き合い無心になって本能にタップするために格闘やダンスの特訓を課すことで、運命に立ち向かう覚悟を身につけさせる。ディアボロを倒した後は、ケンゴの笑顔には世界を救う力があることを伝え、ギャラクシーレスキューフォースへ帰還する。

ホッタ マサミチ
TPU技術部特務3課課長。スピンオフミニドラマ『ナースデッセイ開発秘話〜特務3課奮闘記〜』の登場人物だが、第24話にゲストとしてテレビシリーズ本編にも登場した。特務3課時代の同僚であるマルゥルからは「ホッタのおっさん」と呼ばれている。メガロゾーアとの戦闘によってダメージを負ったナースデッセイ号の最終調整を行い、システムを回復させた。
『ウルトラマンデッカー』
特別総集編1「マルゥルの帰還」に登場。特務3課に帰還したマルゥルと再会する。

## 本作品のウルトラマン

### ウルトラマントリガー
火星の地下に埋もれた超古代の逆ピラミッド型地下遺跡の最下層で、石像となって眠りについていた光の巨人。3000万年前は闇の軍勢に属していたが、後にユザレたちの側に就き、カルミラたちを宇宙へ追放して封印した後に火星へとたどり着いて力尽き、石化した。現代では、カルミラとゴルバーが襲撃した際に光となったケンゴと一体化し、現代に復活する。以降は、ケンゴが変身用のGUTSハイパーキーをGUTSスパークレンスに装填し、スパークレンスモードに変形させた状態でトリガーを引くことにより変身する。当初はTPUから監視対象として見られていたが、タツミの独断で援護することとなった。
ウルトラマンティガを彷彿とさせる姿や能力が特徴で、ティガと同様に3つの形態にタイプチェンジする。活動限界時間は3分間で、戦闘限界に近づくと胸のカラータイマーが赤く点滅する。変身中のケンゴは白く輝くインナースペース内におり、そこで各ガジェットや武器の操作を実行する。

#### 制作・デザイン
ティガが一つの完成形であるとの意識から、各形態ならびに必殺技の名称、ポーズはティガと同一になっている。また、ニュージェネレーションヒーローズからの潮流でインナースペース内の描写を取り入れる一方で、『ティガ』放送時期のウルトラマンのようにあまり話をしないなど、両シリーズの中立点を模索しながらの演出が考案された。
デザイン面では、今の時代にティガをデザインするとしたら？というコンセプトで、M78のウルトラマンやニュージェネレーションの流れとは異なる、別コンセプトの姿となっている。腕や胸のプロテクターに超古代文明をイメージした紋様のレリーフが入れ込まれているほか、坂本の要望で、目の上に覗きを設けることによるマスクの小型化や、美しいボディーラインを作るための筋肉描写が取り入れられている。これは年々ヒーローコスチュームがアップデートされるアメコミを参考にしたためであり、令和に相応しいビジュアルを追求する一方で、ティガの神秘性を残すものとなった。額のクリスタルは、三つ目に見えるという理由でティガでは光らせなかったが、本作品では細かい砕石状のテクスチャを施したうえで電飾が仕込まれており、目に関してもティガには取り入れられなかったLEDが採用されている。タイプチェンジに関しては、体形とカラーリングのみで変化を表現していたティガよりも踏み込み、目とトサカを除いて、顔の輪郭や口元の彫刻や、古代紋様などのデザインラインも変化させることでシルエットの差別化が行われている。近年のタイプチェンジの基本であった過去のウルトラマンの力や要素を入れる複雑化したものではないため、ティガのようにはっきりと3タイプの違いが分かり、各タイプの魅力が際立つ描写が意識されている。
ティガをモチーフとしていたことから、グリッター系の強化形態になることを想定していたため、グリッターになった際に、3タイプのそれぞれ異なる位置に付いた金色の部分が合体して金色のラインが入るようにしていたが、強化形態は異なる方法論のデザイン案が採用されたことから、妄想のみで終わることとなった。目の形状もギンガから異なるものにするようにしており、本作品では形状やモールドはティガ当時のものに寄せた形状となっている。マルチタイプにティガモチーフのデザインを集約させつつ、パワーとスカイはオリジナルのラインを派生させていくものとして、大きく体形を変えるのではなく、マスクの形状を変えている。また、背面も3タイプの統一感を持たせるために、背面中央の菱形を同じ形状にしている。
ティガのデザインは現在の視点から見ればシンプルで美しいものであったため、その辺りのシルエットを崩さないように意識しており、従来とは異なる方向性で、ティガにあった要素をデザインを担当した後藤なりに解釈して再構築したものとなったが、あくまでもイメージを基にデザインしたことから、ボディのラインの取り方などはティガとは全く異なるものとなっている。
カラータイマーも、前述の3人のウルトラマンという初期案の段階でデザインされていたため、雫のような形状であったティガとは異なり、菱形のものとなった。
ウルトラマントリガーの声はケンゴ役の寺坂が担当しており、本作品では少し人間味を減らし、やられた際に「ダー」や「うわー」ではなく言葉ではない感じにしたいと監督の坂本に言われたといい、「ダッ」とティガに寄せた短い言葉になったという。また、掛け声もマルチタイプはタ行、スカイタイプはサ行、パワータイプはダ行、とタイプごとに使う言葉を分けているという。

#### 造形
従来のウルトラシリーズではウェットスーツは5 mm厚の生地が使われていたが、『タイガ』『Z』では3 mm厚の生地が一部で導入されており、本作品では破損しやすい腰回りを除いて3 mm厚の生地が全面的に採用された。そのため、ティガに倣ってデザイン画にはあったものの敢えて造形されなかった腹筋も、自然にアクターのそれが浮かび上がったという。真ん中で股を割るなど、縫製ラインはティガを継承している。プロテクターも当初は端のみを残して接着する想定であったが、ゼペリオン光線時のポーズを取ると形が崩れることから、肩のクリアランスを確保してシルエットを保つために上面を接着せず丸ごと浮かせている。金色部分の紋様は『Z』でも活用されたレーザー彫刻で、断面の処理や、彫りの深さや幅などに試行錯誤が繰り返された。
カラータイマーのディテールと形状はデジタルによってモデリングされ、土台部分は光源が散って見栄えを良くするために、高さを違和感がないように側面に反りが入った形状となった。
足裏は機械で5 mm厚のゴム板から削り出したものを貼り合わせており、損耗が激しいことから予備のソールも用意されている。
カラータイマー、額、両目の輝度はそれぞれ調節可能で、外部からリモコンによって点灯と消灯が行われる。発光ユニットはマスクのスペースを取りすぎると、アクターの顔を圧迫してダメージを与えかねないため、キャラクターごとに個別設計されている。

#### 形態
マルチタイプ
マルチタイプキーをGUTSスパークレンスに装填して変身するトリガーの基本形態。変身時の口上は「未来を築く希望の光！」。
陸海空問わずスピードとパワーのバランスの取れた活動が可能で、多彩な光線技で戦う。
- ティガにあった頭部の凹みにあたる部分は、金色のパーツという異なる方法論で再構築された。古代紋様のデザインは直線と円を合わせたものとなっている。

パワータイプ
パワータイプキーをGUTSスパークレンスに装填して変身するパワーに特化した剛力形態。変身時の口上は「勝利を掴む剛力の光！」。
俊敏性は劣るものの、怪力を生かした肉弾技で戦う。
- マスクのトサカはセブンのアイスラッガーのような形状にしており、キリッとした顔にするために、庇を目頭に少し設けており、頬骨の辺りを僅かに膨らませて逞しくしており、顎の幅も張らせて歯を食いしばって力を入れた際に顎がぐっと広がるイメージで、どっしりとした力のこもった表情にしている。前縁部は直線ではなく、緩いカーブを描き、金色の部分の彫刻も、立体的に見えるように筋彫りのみではなく厚みに変化を付けて面を出している。肩はボリュームが出るようにマッチョにしているが、スマートな感じは残しており、タイタスのように筋肉隆々のような方向性は避け、胸のプロテクターをたすき掛けにするものとなった。古代紋様のデザインは曲線主体となっている。
- マルチタイプの原型をもとに頭頂部はガイドを作成してバランスを取りながら造形された。スーツはアームカバーやレガースがなく、手袋とシューズのみの一体型で、アクターの体形を引き立てるために逆三角形のシルエットが意識された。過去のパワー系のウルトラマンとの差別化とナチュラルな肉厚にこだわるために、内側の詰め物を増やして外付けの筋肉を減らしている。腹直筋や上腕部、腹斜筋などは内側から、広背筋や肩は動きが制限されないように外側から貼り込んでいる。マッシブな上半身を形作るために、腰骨の上や僧帽筋、首筋に肉付けしている。下半身はスマートな感じにするために肉付けをほとんど行わず、僅かに大腿部前方に入れるのみとなっている。マスクの幅に負けて首筋がやや貧弱に見えてしまったことから、岩田の提案で首筋に詰め物を追加している。

スカイタイプ
スカイタイプキーをGUTSスパークレンスに装填して変身する機動性と速力に特化した高速形態。変身時の口上は「天空を駆ける高速の光！」。
高速戦闘と空中戦に長けている。
- マスクはマルチタイプの原型をもとに縦に長く、全体的に尖った感じで整えることで、スピード感が出るようにしている。ティガのスカイタイプと同様、紫色にしており、ウルトラマントレギア アーリースタイルで取り入れられたスカイブルーをタイプチェンジのアクセントとして体側にあしらっている。胸のプロテクターのラインはクロスして編み込んだようなものとなっている。古代紋様のデザインは直線的なラインが多く、ボディに入ったラインや手足首の装飾のラインも極力曲線は使われていない。
- スーツは手袋、アームカバー、シューズが別ピースとなっている。肩はスリムですらっとした印象にするために若干詰め物が入っており、胸プロテクターは全幅が狭く、肩には干渉しないため全面を接着している。

トリガーダーク

グリッタートリガーエタニティ
第12話から登場。ユナより与えられたエタニティコアのカケラの光でトリガーが覚醒した黄金の姿。グリッタートリガーエタニティキーをGUTSスパークレンスに装填して変身する。変身時の口上は「宇宙を照らす超古代の光！」。
マルチ、パワー、スカイの三位一体の力を宿し、闇の巨人たちを圧倒する力を秘める。当初はエネルギーの消耗が激しく、変身の度にケンゴの身体に深刻なダメージが発生していたが、青年リブットとの特訓を経てケンゴ自身が運命を受け止めたことで制御が可能となる。
- 後述のように12話での登場となったことから、物語の進行から見ると早すぎることから、序盤は力を制御できない展開にしたという。
- マスクにたくさん付いたトサカは力が爆発したイメージとなっている。3つのカラータイマーは、前述の3人のウルトラマンという初期案の名残りであり、ウルトラマンが1人だけになったものの、3つのタイプが1つになったというコンセプトにしてそのまま残すこととなり、色もトリガーのカラータイマーの色に合わせている。外に飛び出るような装飾と防具をなくしたシンプルなシルエットにしつつ、うねうねとした立体的なラインをボディと手足に入れてモールドの情報量を増やしている。紋様は胸のプロテクターに入れず、頭の銀色の部分のみにしている。古代文明で発掘された仏像や彫刻などをイメージしており、金色の表現も金の延べ棒のような色ではなく、やや青みがかったシャンパンゴールドに近い金色にしている。2020年東京オリンピックが2021年に延期されたことから、マスクを中心とした明るい色を金、白い部分を銀、濃いオレンジのような部分が銅となっている。当初のマルチタイプのデザイン案ではもう少し金が使われていたが、金は強化形態で使ってほしいと考えていたことから、金の要素を可能な範囲で削っている。
- グリッターティガはマルチタイプをポストプロダクションや照明で金色に見せていたが、グリッタートリガーエタニティはデザインを変え、実際に金色で塗装している。前例のない色使いであることから6分の1の雛形段階で配色とバランスが入念に検討された。通常は基となる生地の色を残しているが、グリッタートリガーエタニティでは金色塗装となっている。スーツは手袋、アームカバー、シューズ、レガースに分かれており、手袋はゴールドをシルバーの上に重ねて装着している。プロテクターは上部を装着せずに浮かせており、腕を上げると肩が入り込む構造となっている。カッパーはウルトラウーマングリージョにも使用されていたメタリックオレンジが採用されている。

トリガートゥルース
第25話に登場。ケンゴがエタニティコアに直接触れ、光の力と相反する闇の力をトリガーダークから取り戻したことで覚醒した、同時に光と闇の力を宿した真の姿で、トリガーの最強形態。トリガーダークキーの闇のエネルギーを吸収したウルトラマントリガー マルチタイプキーが変化したトリガートゥルースキーをGUTSスパークレンスに装填して変身する。
- 企画段階では想定されておらず、シリーズ構成段階で追加された最終話限定の姿で、媒体などではオンエアまで秘匿されていた。『ティガ』におけるグリッターティガにあたる役割を果たすものとなった。
- トリガーマルチタイプを、ティガの配色を意識してボディに入ったラインも変えた寄せたデザインにし、トリガーダークの闇の力を取り込んでいることから、黒い要素を足しており、坂本のオーダーで目の周りの隈取のような黒いラインを付け足している。
- スーツはトリガーのアトラクション用のスーツの改造。マルチタイプと同一のフォルムだが、カラーリングに黒が差し込まれており、塗分けのラインも異なる。マルチタイプと色が異なる部分のみを塗り替える予定であったが、ほとんど同じ部分がなかったため、ほぼ全身を塗り直す作業となった。紫と赤が反転している部分もあり、袖口も銀から赤に変化している。マスクは目の周りにマットブラックと、トサカ側面の溝が加わったのみ。当初はデザイン画を意識して太めに塗られていたが、デザイナーの「もっと鋭く」という要望から、シャープに整えられ、デザイン画にあった目頭の黒が取り払われた。水辺で戦うことが決まっていたため、入念な防水処置がカラータイマーやマスクなどの電飾周りに施され、水が万一入っても耐えられる構造となっている。タイマーは樹脂で完全にシーリングされている。

#### 武器
サークルアームズ
火星の超古代遺跡より石化した状態で発掘された神秘の武具。トリガーの復活に呼応し、石化から解き放たれる。
ブレードを円形のフレームに沿って動かすことで複数の形態に変形する。各形態には変身したタイプと最も相性の良い組み合わせが設定されているが、戦況に応じて柔軟に変更することが可能である。ケンゴがインナースペースで小型のサークルアームズのフレームのスロットにGUTSハイパーキーを装填すると「マキシマムブートアップ！（キーの種類）！」と音声が鳴り、グリップの引き金を引くことで必殺技が発動する。
- 番組の序盤に登場するアイテムは売り上げ的に難しいことから、トリガーが3つの姿にタイプチェンジすることが決まっていたため、それぞれに対応した武器に変形するパワーアップアイテム並みの豪華なギミックを持つものとなった。ケンゴが武器の使い方や変形方法を知っていたのは、同じ武器で3千万年前にも戦っていたことの伏線であり、戦闘中にその記憶をフラッシュバックさせることで最小限に説明を抑え、アクションをスムーズにしている。当初は間隔を空けてパワータイプとスカイタイプを出す予定であったが、坂本の要望で1話から3話に全部出して一気に見せることとなった。
- 全体のカラーリングはマルチタイプに合わせたものになっており、トリガーの胸部プロテクターの模様を意識したデザインの意匠となっている。刃の形状はハサミや弓に見えるような曲線を描いたものとなっている。超古代のアイテムのような雰囲気を出すためにティガのスパークレンスを意識したマーブル成型となっている。
- アップ用プロップが一挺、アクション用が各形態固定のものがそれぞれ一挺ずつ製作された。アップ用プロップはブレードの可動ギミックはなく、円形のフレームに設けられた三か所のジョイントに付け替え、キャップでジョイント穴を塞ぐ仕組みとなっている。
- 監督の坂本は、単なる戦闘武器として使用するのではなく、物語の発端となる謎や事件に関わるものとしている。

マルチソード
サークルアームズの基本形で、刃を合わせた剣形態。主にマルチタイプが得意とする。
パワークロー
刀身を爪のように二分割させてかぎ爪状に展開したクロー形態。主にパワータイプが得意とする。
スカイアロー
刀身を横一文字に展開したアロー形態。斬撃武器にもなり、主にスカイタイプが得意とする。

グリッターブレード
グリッタートリガーエタニティの専用武器。手を胸のトライアングルクリスタルに翳すことで出現する神秘の剣。トライアングルクリスタルの回転に応じて刀身の特性と色が変化して刀身にブレードの延長線上にあるクリスタルのエネルギーが宿り、様々な必殺技を発動させる。
- 両サイドに付いた4本の金色の突起はグリッタートリガーエタニティのマスクの突起をイメージしたもので、発光部もカラータイマーの形状を模しており、各タイプのカラーとなっている。
- 撮影用プロップはアップ用・アクション用が各1挺制作された。トライアングルクリスタルの回転は裏面のシールを剥がして4か所のビスを外し、回転させた後に再度固定する。
- 当初はグリッタートリガーエタニティキーを装填するギミック案やゼペリオン光線を強化するコンセプトもあったが、物語的に導入が難しく、最終的には軌道修正されてシンプルな武器となった。

ウルトラデュアルソード

#### 技
マルチタイプ
ゼペリオン光線
L字に組んだ両腕から光のエネルギーを集中させた光線を放つマルチタイプの必殺技。
ゼペリオンソードフィニッシュ
マルチソードにマルチタイプキーを装填して発動。刀身に集めたエネルギーを斬撃として飛ばす。
ゼペリオンクローインパクト
パワークローにマルチタイプキーを装填して発動。刀身にエネルギーを集め、すれ違いざまに相手を斬り裂く。
ゼペリオンアローストライク
トリガーハンドスライサー
トリガーハンドスラッシュ
迎撃や牽制に用いられる矢じり状の光弾。スカイタイプでも使用する。
トリガーマルチキック
高速で敵の弱点にめがけて放つキック技。大幅に戦闘力を低下させる。

パワータイプ
デラシウム光流
両腕を回しながら光を胸の前で火球状に形成した後、右腕に集中して超高熱を秘めた光流を放つパワータイプの必殺技。
デラシウムクローインパクト
パワークローにパワータイプキーを装填して発動。大地にパワークローの先端を突き刺し、デラシウム衝撃波を走らせて爆破させる。
デラシウムソードフィニッシュ
デラシウムアローストライク
トリガージャイアントスイング
トリガーパワーバスター
怪獣の巨体を両腕で持ちあげ、地面に頭から叩き落とす技。

スカイタイプ
ランバルト光弾
左腰に発生させた光弾を素早く右手から放つスカイタイプの必殺技。
ランバルトアローストライク
スカイアローにスカイタイプキーを装填して発動。スカイアローから光の矢を射る。
ランバルトソードフィニッシュ
ランバルトクローインパクト
トリガーフリーザー
トリガースカイキック

グリッタートリガーエタニティ
グリッターゼペリオン光線
L字に組んだ両腕から放つグリッタートリガーエタニティの必殺技。
マルチフォトン
グリッターブレードのマルチのクリスタルを選択し、グリップのボタンを押すことで発動。3タイプに応じた分身を生み出し、それぞれが相手に斬撃を加える。
パワーフォトン
グリッターブレードのパワーのクリスタルを選択し、グリップのボタンを押すことで発動。赤く光った刀身を敵に突き刺す。
スカイフォトン
グリッターブレードのスカイのクリスタルを選択し、グリップのボタンを押すことで発動。目にも止まらぬ速さで斬撃を連続で繰り出す。
エタニティゼラデス
グリッターブレードのグリップのボタンを押し、マルチのクリスタルを選択して「バイオレット！」の音声と共に再度ボタンを押すことで発動。黄金に輝きながら光のエネルギーを全身から集めて紫色の光刃衝撃波をグリッターブレードで撃ち出して敵を斬り裂く。
エタニティボンバー
グリッターブレードのグリップのボタンを押し、パワーのクリスタルを選択して「クリムゾン！」の音声と共に再度ボタンを押すことで発動。グリッターブレードから生成した赤い螺旋衝撃波を敵にぶつける。
エタニティバニッシュ
グリッターブレードのグリップのボタンを押し、スカイのクリスタルを選択して「コバルト！」の音声と共に再度ボタンを押すことで発動。光のエネルギーをグリッターブレードに集中させ、青い竜巻を伴いながら旋回し、あらゆる方向から螺旋衝撃波で敵を斬りつける。メツオロチやメガロゾーア戦では、マルチソードとの二刀流で使用した。

トリガートゥルース
トゥルーゼペリオン光線
L字に組んだ両腕から放つトリガートゥルースの必殺技。
トゥルータイマーフラッシュ
エタニティコアの力をナースキャノンから受けた後、胸のカラータイマーから光と闇で形成された光線を放射する技。
トゥルーボンバーストライク

### 他作品からの登場
ウルトラマンゼット

ウルトラマンティガ

ウルトラマンリブット

## 地球平和同盟TPU / GUTS-SELECT
地球平和同盟TPU (Terrestrial Peaceable Union)は、本編の6年前にデスドラゴが出現したことを機に、怪獣や闇の勢力に対抗するため、シズマミツクニがシズマ財団を通じて各国政府に働きかける形で発足した国際組織。
その下部組織である対怪獣部隊GUTS-SELECT (Global Unlimited Task Squad - SELECT)は、TPU日本支部に新設された7人の少数精鋭のエキスパートチーム。先進科学技術を運用して、怪獣災害への対処や超古代遺跡の調査を主な任務とする。
- GUTS-SELECTのエンブレムは、『ティガ』に登場したGUTSのロゴに近いものと全く異なるもの2つの方向性で描かれ、ナースデッセイ号のようなコンセプトのものもあったが、結果的に前者が選ばれた。オリジナルのGUTSのロゴにトリガーの額のクリスタルの形状をモチーフとした菱形の形状を足している[4]。

### 装備・アイテム
GUTSスパークレンス
アキトがエンシェントスパークレンスを解析し、その構造を科学的に再現した光線銃。GUTSハイパーキーをグリップ底面に装填すると「ブートアップ！」の音声が鳴る。通常は銃形態のハイパーガンモードで使用されるが、ケンゴとハルキ、青年リブットのものは、銃身を円弧上に広げることで、ウルトラマンに変身するためのスパークレンスモードへの変形機構を持つ。
- スパークレンスを基にした理由として、『ティガ』を想起させるものにすることで『ティガ』世代の父親が本作品を観て『ティガ』のものと思ってもらえるようなビジュアルを狙っており、記憶を喚起させるために馴染みのあるワードを散りばめることで、ウルトラマンという作品から一度離れたほとんどの親世代が、子供を通じてまた戻ってきた際に「懐かしいけど、新しい」と思ってもらえるようなものにしているという。銃からスパークレンスに変形するギミックがあるため、超古代の力を起源とすることには無理があったが、超古代の力を研究した天才青年が新たに現代の最新技術を使って開発したもの、という設定に落とし込まれた。
- 原典のスパークレンスのカラーリングを意識した配色として、白をベースに、ゴールドを差し色に使用している。スパークレンスモードのクリスタルブレードはトリガーの胸部プロテクターの模様を参考にしている。重厚感を増すために回転するヒンジ部分をクリスタル風のブルーにしており、グレー部分をさらに足している。スパークレンスモードでは曲線を意識したラインになっており、ハイパーガンモードでは直線中心のラインでまとめ、工業デザインを意識している。

エンシェントスパークレンス
超古代の遺跡で発掘された青銅の神器。ユザレによると、途方もない年月をかけて集めた星々の光が宿っている。
- GUTSスパークレンスの起源となった超古代の神器として、第1話の時点から研究室に置いている。
- GUTSスパークレンスの図面を基に、『ウルトラマンティガ外伝 古代に蘇る巨人』に登場した青銅のスパークレンスのプロップを参考にしつつ、金属系の雰囲気ではなく、青銅器のような質感と色合いにアレンジしている。ハイパーガンモードへの変形をオミットし、古代のイメージにそぐわない要素として、ハイパーキーの挿入口や持ち手部分のウインドウをなくしているが、クリアパーツ部分のみは見映えを考えて残しているが、古代感を出すために濁らせた感じにしている。青銅の色だけであると味気が無いため、実際の出土品を参考にしつつ、部分的に赤茶けた感じや金色の風合いも足している。

ブラックスパークレンス
イグニスがアキトの研究室にあったGUTSスパークレンスの試作型を盗み出し、トリガーダークから吸収した力を注入することで生み出した漆黒のスパークレンス。
- リブットがGUTSスパークレンスで変身する理由として、アキトが専用のキーを作るのは、第7・8話のゼット客演回で既にやっていたことから、リブットが不思議な力でGUTSスパークレンスとGUTSハイパーキーを専用アイテムに変化させ、スパークレンスのカスタマイズ方法をイグニスが目撃することで、自らの力で生み出すものとなった。
- イグニスの顔の紋章を入れている。

GUTSハイパーキー
ウルトラマンや怪獣の力を宿したカートリッジ。左上のボタンを押すと起動し、GUTSスパークレンスに装填することで様々な能力を発現させる。
トリガーの各タイプのキーは、パワータイプとスカイタイプの光が吸い込まれた遺跡の一部を使って超古代人の手で彫られたとみられる石板にコードを繋いでトリガーのエネルギーを吸い出し、ブランクキーにエネルギーを充填することによって完成する。怪獣キーは過去に出現した地球怪獣の情報やマルゥルの持ってきた宇宙怪獣のデータを元に科学的に能力を再現している。
- 怪獣キーは『ナースデッセイ号開発秘話』でナースデッセイ号に必要なエネルギー問題についての宇宙人の会議を書く際に、ピット星人とゼットン星人が出席していたことから、エレキングとゼットンのデータをもらうというのが可能であることから、そのつながりを考えて脚本に入れ込まれた。
- 『ティガ』のGUTSハイパーがカートリッジを入れ変えることで複数の音声が鳴る構造であったことから、ウルトラシリーズでは初めてEL（電子回路）を仕込んだ音が入った連動アイテム、というコンセプトで、連動アイテムが光ったり鳴ったりするものとなった。古代神殿のようなアイテムなども考えられたが、原典のGUTSハイパーのカートリッジのように、銃にセットするカートリッジのようなアイテムとなった。四角い形状のカギのアイテムを装填することは決まったものの、凹凸の形状をしたアナログタイプのものではなく、スマートキーのような形にアレンジされた。

| 番号         | 名称[注釈 2]                              | ブートアップ時音声   | 効果                                                                         |
| ------------ | ----------------------------------------- | -------------------- | ---------------------------------------------------------------------------- |
| U-01         | ウルトラマントリガー マルチタイプキー     | ゼペリオン           | ウルトラマントリガー マルチタイプへの変身。                                  |
| U-02         | ウルトラマントリガー パワータイプキー     | デラシウム           | ウルトラマントリガー パワータイプへの変身。                                  |
| U-03         | ウルトラマントリガー スカイタイプキー     | ランバルト           | ウルトラマントリガー スカイタイプへの変身。                                  |
|              | グリッタートリガー エタニティキー         | グリッターゼペリオン | グリッタートリガーエタニティへの変身。                                       |
|              | トリガートゥルースキー                    | トゥルーゼペリオン   | トリガートゥルースへの変身。                                                 |
| U-04         | ウルトラマンゼット オリジナルキー         | ゼスティウム         | - ウルトラマンゼット オリジナルへの変身。 - ゼスティウム光線を放つ。         |
| U-05         | ウルトラマンゼット アルファエッジキー     | アルファ             | ウルトラマンゼット アルファエッジへの変身。                                  |
| U-06         | ウルトラマンゼット ベータスマッシュキー   | ベータ               | ウルトラマンゼット ベータスマッシュへの変身。                                |
| U-07         | ウルトラマンゼット ガンマフューチャーキー | ガンマ               | ウルトラマンゼット ガンマフューチャーへの変身。                              |
| U-08         | ウルトラマンゼット デルタライズクローキー | デルタ               | ウルトラマンゼット デルタライズクローへの変身。                              |
| U-09         | ウルトラマンリブットキー                  | ギャラクシウム       | - ウルトラマンリブットへの変身。 - マキシマ・ギャラクシウムの発動。          |
| 10-U[注釈 3] | トリガーダークキー                        | ダークゼペリオン     | トリガーダークへの変身。                                                     |
| M-01         | ゴモラキー                                | ショックウェイブ     | 超振動波を放つ。                                                             |
| M-02         | エレキングキー                            | サンダー             | 電撃光線を放つ。                                                             |
| M-03         | ゼットンキー                              | ファイヤーボール     | 火球を放つ。                                                                 |
| M-04         | ガマクジラキー                            | スプラッシュ         | 水流を放つ。                                                                 |
| M-05         | ガゾートキー                              | プラズマ             | プラズマ光弾を放つ。                                                         |
| M-06         | ガンQキー                                 | バキューム           | エネルギードレインを実行する。                                               |
| M-07         | ナースキー                                | ナースデッセイ       | マキシマナースキャノンの発動。                                               |
| M-08         | ホロボロスキー                            | ライトニング         | スピードが向上し、電撃を纏い、トリガースカイタイプを上回る素早さで移動する。 |
| M-09         | ザイゴーグキー                            | インパクト           | 全身から赤い棘状のエネルギー体を放出する。                                   |
| M-10         | ガーゴルゴンキー                          | ガーゴルゴン         | 石化光線を発射する。                                                         |

GUTSバックル
GUTS-SELECT隊員のベルト。右側のホルスターにGUTSスパークレンスを、左側のホルダーにGUTSハイパーキーを最大3個セットすることが可能。

### ライドメカ
巨大戦闘艇 ナースデッセイ号
対怪獣用戦闘艇としてTPUとシズマ財団が総力を挙げて共同開発したGUTS-SELECTの浮遊基地。設計はアキトが担当し、地球に観光のために来訪していたワイルド星人ザガーとの裏取引でマルゥルが手に入れた故障した宇宙竜ナースの機構を解析してその技術を転用するかたちで開発が行われた。移動作戦司令室としての機能も併せ持つほか、長期に渡る任務に対応できるよう、各隊員用の個室やアキト用の研究施設が設けられている。
基地やGUTSファルコンのハンガーとして機能するハンガーモードや地上着陸時のホバーモードでの運用が基本だが、有事の際は設計元のナースを彷彿とさせる戦闘形態バトルモードへ変形する機構を備える。当初、バトルモードはハイパワーでマキシマナースエンジンを稼働させる膨大な起動エネルギーの確保が困難であったことから長らく封印されていたが、スクナシティ郊外のTPU宇宙線研究所でアブソリュートディアボロから闇の巨人の協力も得て彼の持つ高エネルギーであるアブソリュート粒子を起動エネルギーとして採取したことで問題が解決し、発動可能となった。ただし、バトルモードへの変形時には指令室以外のブロックは地震が起きたかのように部屋が散乱してしまう難点を持つ。
ハンガーモード時の武装は、機体右舷に装備された800ミリ経口の大型荷電粒子砲ナースキャノン。バトルモード変形後の武装は、全身から一斉放射されるレーザーレイン、マキシマナースエンジンをフルパワーにして頭部発射口へのルートに直結させて発射するマキシマ・ナースキャノン、ウルトラマンリブットキーを装填して発動するマキシマ・ギャラクシウム。
- 『ティガ』に登場した洋上基地「ダイブハンガー」に対する浮遊要塞であり、『ティガ』のオマージュという方向性もあったが、商品チームとの兼ね合いや物語とのリンクも考慮された結果、アートデッセイ号をモチーフとした母艦が、子供にも人気のある宇宙竜ナース型のメカに変形する移動要塞という設定となった。
- 序盤からハンガーモードを出していたが、バトルモードはCGのクオリティを高めるための作業期間の確保と、物語の中に起動のシークエンスを組み込むために第15話からの変形となった。

多目的無人可変ドローダー GUTSファルコン
ハンガーモードのナースデッセイ号の機体底部にドッキングされている変形ビークル。通常飛行形態のフライトモードと、地上でのホバリングおよび低空飛行で特殊状況下における多用途な対応が可能な可変高機動形態ハイパーモードの2タイプの変形が可能。
基本は司令室のスポットでAI制御による遠隔操縦を行うが、非常時の有人運用を想定して従来のように操縦系で設計を進めていたため、簡易的なコクピット（メンテナンスブース）も設置されている。ファルコンアンカーやガンポッドアーム、爆導索などを装備しており、怪獣への攻撃のみならず、迅速な災害地での救助活動にも対応可能。ただし、エネルギー充填には時間を要するため、短期間での連続運用に難を抱えている。
- 前作『Z』に登場したキングジョー ストレイジカスタムの変形玩具が好評であったことから、そのようなコンセプトを取り入れた変形型の戦闘機となったが、純粋なロボットでは『Z』の特空機と重複することから、単純に二足歩行のロボットではないシルエットの変形形態として、怪獣のような形となった。坂本は『ティガ』に登場したガッツウイング1号をアップデートした感じと語っており、カラーリングも似た配色となっている。
- リモート操縦というのは、過去のシリーズでまだ見たことのないシーンを作りたいという想いがあり、大きな司令室のセットをフルに活用でき、操縦のプロという設定で隊員の個性を立たせるものとなった。

ガッツウイング
6年前にシズマ財団が製造したとされる戦闘機。表向きは怪獣の出現を予期していた政府が極秘で開発したことになっているが、その実態は30年前にTPCの情報局員だったミツクニが搭乗していたGUTSの主力戦闘機である。この次元の地球ではオーバーテクノロジーの塊であることから、TPU設立の契機となった。
6年前のデスドラゴ出現時はミツクニが搭乗し、これを退却させた。その後はGUTSファルコンのプロトタイプとして遠隔操縦できるように無人機に改造され、ガーゴルゴンからユナを守るべくミツクニがパワーグローブとVRゴーグルで遠隔操縦する。また、メガロゾーア（第二形態）との最終決戦では再びミツクニが操縦し、ヒマリの操縦するGUTSファルコンとともにメガロゾーア（第二形態）を攻撃した。
- プロップは『ウルトラマンティガ』の撮影で当時使用されていたものをそのまま使用。スタンバイモードへのパーツは現存していなかったため、変形シーンは撮影されなかった。

## 登場怪獣・宇宙人

### 闇の巨人
超古代遺跡の石板で復活が予見されていた闇の一族。3000万年前の超古代文明時代、宇宙開闢時のビックバンを引き起こし、手にした者へ宇宙を意のままに創り変える強大な力を与える高エネルギー体エタニティコアを求めて、地球の超古代文明を滅ぼした。しかし、ユザレ率いる地球星警護団や彼女たちの側に就いたトリガーに敗北し、宇宙の彼方に追放されて封印されていた。
現代で復活後は地球に舞い戻って闇の怪獣を召喚、使役し、トリガーと敵対する。人間サイズに順応することも可能。コミュニケーションの際は超古代語を使用するが、声帯をチューニングすることによって、現代の地球語を話すこともできる。
- オマージュ元は『ウルトラマンティガ THE FINAL ODYSSEY』に登場した3体の闇の巨人とティガダーク。ティガ誕生に深く関わる重要な存在であることから、トリガーの出自を描くうえで新解釈のキャラクターとして設定された[出典 33]。
- 闇の三巨人は「闇」であって「悪」ではないため、人間とはルールが異なり、悪意に基づいた行動ではなく、人類を結果的に陥れているだけであるという[14]。
- 舞台がティガとは異なる世界であることから、闇の三巨人を基にしてその雰囲気を感じさせつつも独自のデザインを探る形を取り、トリガーのデザインを参考に当時との距離感を測っている[19]。闇の三巨人の共通のデザインコンセプトとして、衣服というコンセプトでアプローチし、カラータイマーの色をデザイン段階では白にしていたが、造形ではウルトラマンと同様に青となった[67][68]。

妖麗戦士 カルミラ
第1話より登場。闇の巨人の首領格である女戦士。エタニティコアの力で人間たちを消し去り、宇宙を闇の一族の世界に創り変えることを画策する。冷酷非道かつ執念深く残忍で挑発的な気性の激情家で、かつて最も深い愛情を抱いて厚い信頼を寄せながらも、自分たちを裏切り宇宙の彼方へと封印したトリガーに対して強い愛憎の念を抱く。他の2人の得意分野では一歩劣るものの、総合戦闘力では圧倒しており、しなやかな肢体や、右手から発生させるムチ状の必殺光線カルミラウィップやシャフトバトン状の専用武器カルミラバトン、カルミラフィンガースパークを用いて戦う。第15話では人間態の姿にもなった。
石化した状態で小惑星帯を漂っていたが、隕石の衝突による衝撃で封印が破れて復活。トリガーを狙って火星に侵攻するが、ケンゴとの一体化および復活を許し、以降は仲間や怪獣たちと共にトリガーを執拗につけ狙う。一度は呪術によってトリガーダークを復活させるが、結果としてケンゴの覚醒とトリガーダークの撃破を促すこととなり、以降はケンゴを全ての元凶として目の敵にする。
自らを裏切ったヒュドラムとダーゴンの闇の炎を吸収し、ユナをさらってエタニティコアの力と融合したことでメガロゾーアへと変貌する。
- ケンゴに対しての愛憎は、前述の3人のウルトラマンという初期案の名残りである。
- 原典のカミーラが大きな悲しみを背負った女性であったことから、そのキャラクター性を引き継いで、その悲しみを表現するために目のクリアパ―ツを涙ラインまで繋げている。顔は化粧が涙で崩れたようなイメージでまとめており、目の周りの化粧が剥がれて目の下につけまつげやマスカラが落ちて付いているような雰囲気となっている。花魁が肩の下まで着物をずらした妖艶な姿を想像してデザインされ、布をアクションの際に舞うように、両肩ではなく二の腕から垂らすデザインに落とし込んでいる。腰の部分は広く、お腹の部分を細く見えるように配置して女性の身体のラインを強調している。布の表面にはトリガーのデザイン画にあったプロテクター部分の紋様を入れ、トリガーとの世界観を合わせている。カミーラの女豹や女帝のような女性というイメージから、猫のヒゲのようなイメージを頬の黒い点々に反映させており、頭部の突起にかけてのフォルムも猫の耳をモチーフとしている。カミーラが光の鞭を使っていたため、デザイン画では剣や鞭を出すためのクリアパーツの意匠を手に付けていたが、実際にはそこから剣や鞭は出なかった。
- 撮影用スーツは手袋とブーツ以外は分割がない一体構造の細身のスーツで、カミーラと同様にトレンカ状のリングになっている足首をブーツの靴底に通す形となっている。マスクは、3Dスキャンしたアクターの顔のデータを元に粘土を盛り、小型化が極限まで図られた。覗きは目の上と睫毛状の3本のスリット、銀と黒の境界部分に設けられており、グラデーション塗装が施された目は胸のカラータイマーとは別々に光量の調整が可能で、外部のリモコンから電飾のオンオフが行われる。スレンダーなスーツには電飾用のバッテリーを収納するスペースが胸に仕込めなかったため、マスクのツノ部分に収められている。カラータイマーにはウルトラマンゼットの目に似たグリッターパターンが入れられた。カルミラリボンは黒地に金のグラデーション塗装を施した薄いビニール製で、躍動感を演出し、かつアクションの妨げにならないように程よい長さと重さに設計されており、CGで帯の動きを表現する可能性もあったため、保管時の利便性も兼ねて肩のブロックから取り外せる仕様になっている。カルミラウィップは撮影初期のリハーサルでは実物のムチやロープを使用していた。カルミラバトンはグリーンの生地を貼った市販のトワリング用バトンを使用しており、ポストプロダクション処理によって発光している。デザイン画では袖口の半球状のパーツはクリスタルのイメージであったが、バトンのアクションに支障が出ることからウェット生地の貼り込みによって表現された。

『ウルトラマンデッカー』に登場するカルミラ
『ウルトラマンデッカー』第7話「希望の光、赤き星より」・第8話「光と闇、ふたたび」に登場。
スフィアメガロゾーアが復活した影響で体内に取り込まれる形で復活する。だが、ユザレの力が再び覚醒したユナの助力を得たデッカー ミラクルタイプによって体内から救出されると、デッカーやトリガーとともにスフィアメガロゾーアを倒す。その後、火星へと戻るケンゴに便乗してバリアの外まで脱出し、ダーゴンとヒュドラムとともに自分たちの場所を探しに行った。

剛力闘士 ダーゴン
第2話より登場。粗暴かつ粗野な性格だが、権謀術策を嫌い、戦いの中に楽しみを見出す正々堂々とした無骨な戦いや拮抗した実力を持つ持ち主との互角の勝負を好む武人肌な性格。得意な怪力を活かし、武器を用いないパンチやキック技による格闘戦を行う。必殺技は、ダーゴメッタ、ダーゴキック、拳を大地に突き立てて爆煙を発生させる爆煙衝撃波ファイアビートクラッシャー。
石化した状態で小惑星帯にいたが、カルミラによって復活した後は、3000万年以来の理想の好敵手と認めるトリガーとの対戦を臨む。その一方で、デスドラゴ戦の最中に臆せず自身と相対し、平手打ちと共に「人間はあなたたちに負けない」とユナが啖呵を切ったことで、人間の心に興味を持つようになり、彼女に魅かれるようになる。そして、ザラガス戦での最中で自身と同じくユナに恋するアキトを好敵手として認め、生きとし生けるものは恋を重ねて強くなり、その強さの所以である誰かを守りたいという強き心をもつ弱き人間たちを侮ってはいけないことを認識する。そのため、次第に思慮深い言動を見せるようになり、カルミラに止めを刺されそうになったトリガーを庇うGUTS-SELECTの隊員たちを見て彼女に撤退を促した。
ヒュドラムがカルミラに粛清されたことを知り、彼女と袂を分かつが、カルミラによって吸収されたヒュドラムの闇を闇の呪術によって注入されたことで意志を奪われて狂戦士へと変貌する。そして、街に現れてトリガーと戦闘になるも、一時は自力で闇から逃れる。そして、かつての好敵手であったトリガーとの決闘に臨むも、再びカルミラの闇の呪術によって狂戦士へと変貌させられる。そして、ユナを襲うも、人間の好敵手であるアキトの操縦するナースデッセイ号バトルモードのマキシマ・ギャラクシウムを受けて爆散し、カルミラにその闇を吸収される。
GUTS-SELECTとメガロゾーア（第二形態）との最終決戦では、その体から溢れた闇にその姿を借りられ、ナースデッセイ号に侵入する。
- ダーラムは鎧をウェットスーツの生地の上に着ているようなデザインであったことからそのイメージを守ろうとしたが、鎧という概念でデザインするのは二番煎じでつまらないと思い、自由にデザインして鎧として最終的に落とし込み、鎧を着た全身としてではなく、これ自体が身体という解釈でデザインし、ダーラムにあった腰蓑のような部分を残し、全体のカラーもダーラムに寄せている。当初は古代の地層のイメージで、年輪のような紋様を鎧の表面に入れていたが、造形的に手間がかかることから、重量感のあるガンメタのような金属の質感に落とし込まれた。『北斗の拳』のラオウのようなイメージを持っていたため、スカートや肩当てはダーゴンよりも大きくしている。顔は鉄仮面をモチーフとしているが、鉄仮面をカルミラのような顔に装着しているのではなく、これ自体が顔のつもりでデザインされ、『北斗の拳』のジャギのように口元に鉄格子をあしらっている。後頭部はウルトラマンたる要素を残すため、スウェットのような感じにしている。パワータイプのキャラであることから、大きく拳を見せるために、肘から前腕までを大きな手甲としており、中手骨の出っ張りもデザインに取り込んで拳を大きく見せている。黒いタイツ部分に走る赤くて細いラインは血管のイメージとなっており、カラータイマーもダーラムのように卵の形状ではなく、独自の形にアレンジしている。目の形は怒りを意識していると言われるが、意識せずに描いたものであり、怒りがコンセプトであったことから自然とそうなっていたという。
- カルミラがウエットスーツであったのに対して、怪人のような造りとなっている。スーツは頭部、アームカバー、グローブ、胸当て、スカート、レガースが全身とは別ピースになっている。ビニールレザーはアクターへの負担が大きいため、複合的に蛇腹やメッシュを甲冑で隠れる部分に使い、伸縮性や通気性が補われている。胸当てはスーツ本体の胸と背中に具わるベルクロで固定され、右脇で開くようになっている。グローブもアームカバー内側にベルクロで固定可能で、着脱も一体のまま可能となっている。肩当ては胸当て側と一体になっており、ベルトで上部のみが内側から接続されており、前後は自由で可動範囲は見た目よりも広く、ポジション調整も可能。レガースの膝当ては、膝裏にベルトで留められている。当初マスク原型は有機的な解釈で、悪魔のような恐ろしい顔として進められていたが、純粋悪ではなくヒーローにも見える、ヒーローにも転じうる要素を有したキャラクターイメージで、金属的な甲冑寄りの方向性となった。目の上のスリットに覗きがあり、トリガーとは異なり、電飾は額のクリアパーツには仕込まれていないものの、独特なモールドがある。カラータイマーと目に電飾があり、胸部にバッテリーがあり、着用時にコードと頭部を繋ぐ。別々に調光が可能で、点灯と消灯はリモコンから行う。

俊敏策士 ヒュドラム
第3話より登場。普段は紳士然とした口調で、巨人たちの中で最も慇懃無礼だが実際は陰湿かつで残忍な性格で、わざと相手の感情を逆撫でしたり、策を弄して搦め手をするなど智謀を凝らして相手を欺いて絶望や自滅に陥れたその姿を鑑賞することに何よりの愉悦とする卑劣漢である。一方で、事が思うように運ばずに思惑が破綻して激昂すると下劣な本性が露呈して荒々しい口調となり、仲間の制止にも耳を貸さず暴走する癇癪持ちでもある。戦闘では力で劣るものの、狡猾な策を巡らす知能戦や、右腕に隠し持つ刃ダガーヒュドラムと共に機動力とスピードを活かした高速戦など多彩なスタイルをとる。必殺技は、畳んだ状態のダガーヒュドラムを肘打ちの要領で敵に突き込むヒュドエルボーやダガ―ヒュドラムから放つ強烈な風を伴う斬撃真空波ヒュドラスト。
カルミラやダーゴンに先んじて本編の100年前に復活し、リシュリア星を滅亡させた。現代ではエタニティコア入手のカギとなるユザレを狙い、怪獣を使役しながら憑依先のユナを覚醒させるべく行動を起こす。
イグニスがユナをさらってエタニティコアに近づこうとした際、遂にカルミラとダーゴンを裏切り、ユナを利用してエタニティコアに近づこうとする。しかしイグニスが変身したトリガーダークによって阻まれ、ケンゴがユナの協力を得て作ったグリッタートリガーエタニティキーを使用したトリガーダークのダークゼペリオン光線に敗れる。それでも弱体化した状態で生き残り、ケンゴたちへ復讐しようとするが、拘束を逃れたカルミラによって不意打ちされて致命傷を負い、その闇エネルギーを奪われる。
GUTS-SELECTとメガロゾーア（第二形態）との最終決戦では、その体から溢れた闇にその姿を借りられ、ナースデッセイ号に侵入する。
- ヒュドラのところどころ右半身がくり抜かれていたり、左右非対称のスタイルを可能な限り踏襲したデザインになっており、ヒュドラの二股のフォークの武器も、『機動戦士ガンダム00』のガンダムエクシアのGNソードを参考にアレンジをしつつ入れ込んでいる。スウェットスーツが使えないことから、全体的に少し太めのシルエットにならざるを得ないため、それを活かして忍者のようなシルエットにしている。上半身は『遠山の金さん』のように肩肌脱ぎのようなイメージとなっており、和服の襟元が重なっており、相手から見た際に上に右の衿元が折り込まれて重なって右前になっているようなイメージとなっている。ヒュドラがスピードタイプであったことから、全体的に身軽で風を切るようなイメージでまとめている。右肩やふくらはぎは、体内に闇のエネルギーが抑えきれずに溢れ出ている様をビジュアル化しており、これが風や翼に見えるような羽のようなものを足している。後頭部にはヘッドホンのようなパーツが付いているが、初期案では左肩にまで右肩の羽のような意匠がアーチ状に繋がっており、後頭部のアーチと肩のアーチが重なって竜巻の渦のようなイメージを出したかったが、左肩と右肩がパーツで繋がっているとアクションがしづらいことから、肩のアーチがなくなって右肩のみになったといい、後頭部のアーチは初期案の名残りである。目の形は冷笑や嘲笑を意識していると言われるが、意識せずに描いたものであり、狡猾がコンセプトであったことから自然とそうなっていたという。カラータイマーは雫のような形で左胸に付いており、和服イメージの襟元の流れでこの形になったという。顔はカルミラと同様に化粧がコンセプトで、隈取をイメージしたものになっており、体の色も白にしている。スカイタイプに対応する色である紫色ではなく、その方向の指定はなかったことから、ブルー寄りの色にしている。
- ダーゴン同様、怪人のような造りとなっている。スーツは全身とアームカバー、グローブとシューズに分割し、指ぬきグローブを三重に装着した白手袋の上からはめ、アームカバーを装着する。目の覗きは上縁部に切られており、口元の亀裂を想起させるスリットに紗が貼られ、通気口として機能する。カルミラやダーゴンと同様にカラータイマーと目に電飾があり、個別に光量が調整可能で、オンオフは外部のリモコンから行われる。ダガーヒュドラムは伸ばした状態でアームカバーごと交換し、峰から伸びた隠しグリップを握って把持する。ワイヤーアクションのワイヤー取り付け位置を考慮して、デザイン画にはない穴が左脇腹にかかる白い部分に設けられた。デザイン画では白い部分が布を感じさせるものを狙っていたが、造形で凹凸を強調した骨のようなアレンジが入れられた。黒い部分は筋肉をイメージしており、青い部分がだいぶ盛っていたため、敢えてどシンプルに振ってそれを際立たせている。

闇黒勇士 トリガーダーク
第10話より登場。かつて闇の巨人であったころのトリガーの本来の姿。漆黒のカラーリングと鎧を着込んだかのような姿が特徴で、カルミラたちと共にエタニティコアを狙っていた。必殺技はL字に組んだ両腕から放つダークゼペリオン光線。カルミラたちからは単に「トリガー」、GUTS-SELECTからは当初「闇のトリガー」と呼ばれたが、後にトリガーと区別するためにタツミによって「トリガーダーク」と命名される。
現代では、闇の力によって強制的にケンゴと分離して活動停止したトリガーに、カルミラが送り込んだ闇の呪術の力が作用したことで闇の力が溢れて覚醒して本来の姿へと戻り、破壊活動を開始する。だが、現代に戻ってきたケンゴが変身したトリガーと戦い、グリッタートリガーエタニティのエタニティゼラデスを受けて消滅する。
しかしその消滅する際に放たれたエネルギーはイグニスによって吸収されており、ブラックスパークレンスにトリガーダークキーを装填してイグニスが変身を敢行する形で復活する。変身時の口上は「未来を染める漆黒の闇！」。イグニスが秘かに無断製造していた怪獣キーを使った特殊攻撃を取るようになり、その際には一種の暴走形態に陥って頭部が変形する。また、新たな技としてトリガーから一時的に奪ったサークルアームズ・マルチソードにザイゴーグキーを装填して棘が生えて禍々しく変貌したマルチソードで突進して放つインパクトソードフィニッシュを使用する。
当初は復讐に凝り固まって完全なコントロールには至っておらず、自我を保てずにヒュドラムへの怒りに任せて暴走する。だが、イグニスがGUTS-SELECTに囚われた後、アキトによってトリガーダークキーが改良されたことで力を制御できるようになり、等身大になることも可能。
- 当初はトリガーの強化回を受け持つ中ボスのようなゲストキャラとして考えられ、トリガーの過去を象徴するキャラクターであることから、過去の因縁を断ち切る意味で、2話のみの登場で退場し、以降のエピソードには登場させない予定であったという。だが、玩具の発売スケジュールからトリガーの強化形態を早く出したいという要望があったため、当初の予定よりも前倒しで登場することとなったことから、エピソードが全体の半分もエピソードが進んでいない状態で強化形態が登場すると、後半が地味になってしまうことから、イグニスを変身させることで後半のライバルキャラのようなポジションに就かせることとなった。
- 監督の坂本はトリガーダークが中ボスであることから、『ウルトラマンダイナ』に登場したゼルガノイドのオマージュになっているといい、ゼルガノイドをモチーフとしてトリガーとティガダークの要素を入れ、金属生命体のようなものに取り憑かれて悪の存在になったトリガー、というイメージとなっている。ゼルガノイドは巨大な6本の爪が背中に生えていたが、今回は巨大な2本の爪が両肩に生えたようなシルエットにし、その中に爪が3本ずつ収まっているイメージとなっており、トリガーが天使であると仮定して、トリガーダークは堕天使という解釈で、ルシファーの持つ6枚の翼をリンクさせたデザインとなっている。ティガダークのイメージが反映されているため、ゼルガノイドのようにぐちゃぐちゃに混ぜたものではなくカッコいいラインを狙ったものになっている。闇の巨人の共通の特徴である、袖が手の甲まで伸びているが、袖を手の甲に少し被せているのは、安全性の関係からパーツを手首で切って手袋をはめ、腕輪などでつなぎ目の部分を隠していたスーツが多かったため、武藤自身の個人的なテーマとして意図的にやったものであるという。手足の先をシャープに、丸っこい感じのパーツが胸に付いているのは、武藤なりにゼルガノイドをアップデートしたものであるという。液体金属に覆われたボディーは、部位によっては角張ったり、グニュっとしたパーツになっており、少しくすんだ金色の闇の巨人であったトリガーのパーツがその隙間から覗いているようなビジュアルとなっており、金色の部分が左胸の隙間から見えているのは、ゼルガノイドのオマージュで、紋様はトリガーの胸部プロテクターをイメージして入れたものとなっている。トリガーの身体のラインをモチーフにしつつ、『ティガ』の提供バックにあった数式や幾何学図形があしらわれたビジュアルをイメージした幾何学的な図形や直線を体に着けている。デザインを担当した武藤聖馬は、怪獣キー使用時に頭部が変わるというものは、デザインしていないといい、監督の越自身がティガのマスクコレクションを基に改造したものを造形担当者に見せて実際の造形物が作られたという。
- マスクはトリガーマルチタイプの原型を改造している。額やトサカ、耳、顎や口元などは共通で、目元や頬に抉りが入ったデザインで、高さを出すためにギリギリまで削ったうえで段差の上を盛りつけている。ウルトラマンは目が銀の面の上に乗っかっているのが特徴だが、上まぶたと下まぶたを付け足しており、まぶた部分をトリガーの目の下の形状の上から盛っていく形となっており、目の上にも被さるようなパーツを伸ばし、カルミラにもあった黒い点々を目の上に付け、そこから始まるように黒いラインを目の中に入れることで、目つきの悪い感じにアレンジしており、額部の金色の意匠も禍々しい形に変えている。足裏とカラータイマーはトリガーと共通で、手袋、アームカバー、レガース、シューズ、奥襟から背中にかけては別パーツとなっている。手袋は銀2枚を黒の上に重ねている。レガースはベルクロで内側が開閉するようになっている。ゴールドやシルバーも、トリガーよりも暗くくすんだ色で塗装され、目の色はカルミラやダーゴン、トリガーとの中間をイメージして若干黄色寄りとなっている。

### 本作品からの新怪獣
いずれもその特徴として、闇の巨人に使役される怪獣は目が赤い。

超古代闇怪獣 ゴルバー
第1話に登場。カルミラに使役されて初めて火星に出現した怪獣。ゴルザとメルバそれぞれの特徴を有しており、ミツクニからは両者が融合していると分析される。地底を移動するほか、頭部の角にあるメルバの目より放つ火炎弾や、両肩の突起部より広げた背面の翼で飛翔しながらの体当たりなどを攻撃手段とする。
火星の超古代遺跡を破壊するために火星コロニーのドームに侵攻するが、ミツクニによるGUTSスパークレンスの超振動波によって一旦退却する。その後再び出現すると、復活したトリガーを相手に戦闘を開始。カルミラとの連携で追い詰めるが、ゼペリオンソードフィニッシュによってダメージを負い、最後はカルミラによってゼペリオン光線を防ぐ盾として利用され、粉微塵に爆発する。
- スーツは『ウルトラマンZ』のトライキングの改造。デザイン画はなく、LSSがスーツを改造した。トライキングの超コッヴの脚部をゴルザ、ファイヤーゴルザのボディをメルバに変更し、メルバの頭部を大きくして、電飾を目に追加した。

超古代闇怪獣 ゴルバーII
第18話に登場。突如として異次元からヒコノシティに出現したゴルバー。火星で現れたゴルバーと同じ容姿をしているが、より力が強化されており、目や額の前から放つビームや口から放つ火炎弾を武器とする。
何者かの精神攻撃によってあたかも現実のように自分の理想が反映された幻覚を見せられ、戦いどころではなくなったGUTS-SELECTやトリガーを追い詰めるが、最後は正気に戻ったグリッタートリガーエタニティのエタニティボンバーによって撃破される。

破壊暴竜 デスドラゴ
第5話、劇場版に登場。本作品の世界に初めて出現した怪獣。TPUおよびGUTS-SELECTの設立のきっかけとなったことから「始まりの怪獣」の異名を持ち、頭部の巨大な角から放つ青い電撃を攻撃手段とする。
6年前に初出現した際は、ミツクニがガッツウイングで右側の角を吹き飛ばして退却させるも取り逃がし、アキトの両親が命を落とすなど多くの被害を出した。
本編ではクララシティに出現するものの、トリガーの攻撃で一旦退却する。その後、地底にてカルミラから闇のエネルギーを送り込まれ、破壊闇暴竜へと強化。失われた右側の角や背ビレからも赤い電撃を放てるようになり、全方位攻撃や一つに収束させることも可能となる。再びクララシティでトリガーと交戦し、電撃でスカイアローの矢を撃ち落とすなど優位に追い込むが、最期はトリガーがスカイアローに電撃エネルギーを蓄積させることで威力を増したランバルトアローストライクで撃破される。
- スーツは『ウルトラマンタイガ』のヘルベロスの改造で、最初に地上に現れた怪獣という設定のため、宇宙から飛来した宇宙怪獣ではなく、地上の野性怪獣らしさをイメージしてデザインされた。印象が角に残るように、シンプルな体にしたかったが、初稿にあった背中のヒレを足の付け根や胸などに這わせている。頭部や背中のヒレはタテガミのようなイメージであったが、火薬が引火して事故になる危険があったため、骨のようなもので立ち上げて毛先だけ残している。当初は子供の目を引くように赤ベースでビビッドなカラーリングも提案されたが、地味な色合いにするために、デザイン画に比べてより地味めな配色に変更・調整されている。角はクワガタとヘラジカの角を組み合わせており、角を強調するために、ヘルベロスの体中にあったトゲを外している。ヘルベロスは白目であったが、生物的な印象が残るように瞳を入れている。

『ウルトラマンデッカー』に登場するデスドラゴ
『ウルトラマンデッカー』第2話「決意のカナタ」に登場。
複数の個体が生息し、過去に何度も地球に出現したデスドラゴの同族種。頭部の巨大な二本の角から放出する電撃が武器。
地球がスフィアバリアに包まれてから1年後、スフィアを警戒してTPUの行軍訓練中に出現した。ムラホシが操縦するGUTSファルコンによって右角を切断され、両方の角を折られた後にデッカーのセルジェンド光線を受けて爆発する。
- スーツアクター - 梶川賢司
- 『トリガー』と繋がった世界観であることを説明するためのキャラクターとして登場させることとなった。

惑星破壊神 サタンデロス
第6話に登場。何者かがギガデロスを強化改造して戦力を増強したロボット怪獣。胸部にクリスタル状の強固なバリアを全方位に発生させる装置を備えており、トリガーのゼペリオン光線ですら僅かな亀裂しか生じさせられない堅牢さを有する。しかし、常時バリアを張るためにエネルギー消費が激しく、1日1時間稼働するために23時間のエネルギーチャージを要する。
宇宙から無人島に落下してから3日間、バリアと制圧射撃によってトリガーやGUTS-SELECTを3度も退け、GUTS-SELECTの面々から「一時間の悪魔」と呼ばれる。しかし4度目の活動直前に、イグニスとGUTS-SELECTの決死の共闘によって、バリアの発生装置を破壊される。その後はヒュドラムと共にトリガーと戦闘になるが、スカイアローで足止めされた隙にGUTSファルコンとナースデッセイ号の攻撃で撃破される。
- スーツは『ウルトラマンタイガ』のギガデロスの色を変更し、新規で武居が描いたラフスケッチを基に腹部のバリア発生装置が作られた。

宇宙伝説魔獣 メツオーガ
第16話に登場。宇宙でその生態が言い伝えられている伝説の魔獣。巨大な口から放つ強力な破壊光線を武器とするほか、無限の食欲を持ち、物体やエネルギー、彗星や惑星などどんなものでも掃除機のように吸引して食い尽くし、ひとつの星雲を壊滅させるなど多くの星々を食い散らかしていた。喉の下の喉袋には一旦吸収したエネルギーを集積する。
かつて奇怪な球体の状態でヒュドラムが地球に持ち込んでいたが、後述のメツオロチがエタニティコアを吸収しかねないと危惧したため、放置されていた。しかしトリガーとトリガーダークの戦闘時の余波で崩落した工事現場に開いた大穴から球体が地上に出現し、トリガーダークの相手としてヒュドラムによって球体から出現する。トリガーのゼペリオン光線をも吸引して優勢に追い込むが、グリッタートリガーエタニティのエタニティボンバーを受けて吸収した後に、ナースデッセイ号バトルモードのマキシマナースキャノンを起爆剤代わりに喉袋に集中して受けたことで体内で高エネルギーが爆発した衝撃で絶命する。だが、その亡骸からメツオロチが出現する。
- スーツは『ウルトラマンタイガ』のウーラーが基になっており、一部の表面のパーツを削り、白ベースのカラーリングに変更し、ウーラーにあった腕をなくしている。

新宇宙伝説魔獣 メツオロチ
第16話に登場。メツオーガの亡骸から生まれた魔獣の進化形態。エネルギーの吸収と放出の能力がともに強化されており、吸収フィールドを背中の突起物から上半身を半球状に展開して覆い、精密誘導電波などあらゆるエネルギー攻撃を吸引して異空間に集積するほか、角を赤く光らせて頭上に赤いエネルギーの渦を発生して、赤い渦となった状態でそこからエネルギーを増幅した反射光線を放出する。ただし、吸収したエネルギーを角に蓄積して放出などのコントロールを行うため、増幅中は吸収力が鈍る弱点を持つ。
メツオーガと交戦後のトリガーとトリガーダークの前に現れ、活動限界寸前であったトリガーとトリガーダークを一度は撤退させるが、ナースデッセイ号バトルモードから放たれた石化光線によって一時石化する。その後、石化から解除されるとケンゴが操縦する旧式兵器を搭載したGUTSファルコンの実弾攻撃によって頭部の角を破壊されて弱体化し、ツメから発射する弾で応戦するも、最期はグリッタートリガーエタニティに懐に飛び込まれ、エタニティバニッシュによって撃破される。
- スーツは『ウルトラマンオーブ』のマガオロチが基になっており、新規で角を造形し、赤から青にベースカラーを変更している。

『ウルトラマンデッカー』に登場するメツオロチ
『ウルトラマンデッカー』第17話「過去よりの調べ」に登場。10年前、ヒュドラムに操られてトリガーと戦う。吸収した敵の攻撃エネルギーで、反射光線を放つ。

電撃獣人 バリガイラー
第20話に登場。ゴロサンダーとは別種の雷を司る青い鬼のような電撃獣人。さほどの悪意はなく、関西弁で喋る。胸の鼓を叩いて両手や頭の角から放つ電撃や電撃棍棒バリリン棒、尻尾から放出する拘束光輪を武器とする。手首にある吸引口で、吸い込んだ獲物をへその中に閉じ込める。
ヒュドラムによって宇宙から呼び寄せられ、大好物であるきさらぎ星特産の彗星まんじゅう一千年分と引き換えにかつて痛い目に遭ったというユザレの力が覚醒したユナを誘拐しようとする。アキトをへその中に閉じ込めてユナを誘き出し、ユナを代わりにへその中に閉じ込めるが、ユナからヒュドラムに騙されていたことを知る。その後、ヒュドラムにへそを斬られ、トリガーにへそを奪還されてユナが救出される。そして、トリガーと協力してヒュドラムを退けると、ユナに非礼を詫びて和解し、宇宙へと去っていった。
- スーツは『ウルトラマンタイガ』のゴロサンダーが基になっており、青ベースのカラーに変更している。

カラクリ武者 メカムサシン
第22話に登場。イグニスがラストゲームのトラップとして用意した鎧武者ロボット。古風な口調で日本語を喋る。先端部から火球を放つ巨大な和傘のようなジャノメガッサーと、巨大な刀ムサシンソードが武器で、エネルギーを刀に溜めて邪悪な斬撃波動を放つフジヤマ斬波や敵を絡めとるヒトダマ大車輪、浮世絵のようなエネルギーフレームのバリヤーウキヨ防壁などの技を用いる。
イグニスが超古代遺跡付近に仕掛けた罠のボタンをケンゴが押したことで出現し、トリガーと戦闘になる。多彩な技でトリガーやナースデッセイ号を翻弄するが、マキシマナースキャノンをウキヨ防壁で防いでいた際にトリガーによってムサシンソードで片腕を斬られたことでマキシマナースキャノンの直撃を受け爆散する。その後ムサシンソードはトリガーからトリガーダークへと渡り、ヒュドラムとの一騎打ちで使用される。
- スーツのボディは『ウルトラマンオーブ』の戀鬼（紅蓮騎）が基になっており、新規造形の頭部以外のボディを黒くペイントしている。

邪神 メガロゾーア
第23 - 25話に登場。カルミラの闇の力がエタニティコアのエネルギーと混ざり合って暴走し、彼女の身体を包み込んで変貌した異形の邪神。カルミラの意識は残っており、世界を全身から溢れる闇で世界を呑み込んで暗黒に塗り潰す。
- 当初は前足側の怪獣に、後ろから後ろ足側のガタノゾーアの貝殻部分を背負った怪獣が抱きつくように合体して四つ足の怪獣になるようなイメージで、前後に2人のスーツアクターが合体するものであったが、最終的に1人のスーツアクターが追加パーツを背負うような構造で変化する、という形となった。
- 第一形態と第二形態の2種類の形態を持つのは『ウルトラマンガイア』の根源滅亡天使ゾグのオマージュとなっており、ゾグと同様にカルミラを基にした女性の天使のようなデザインの第一形態が怪獣型の第二形態に進化するようなことを想定していたが、紆余曲折あって現在のようなコンセプトに変化したという。また、監督の坂本は『さらば宇宙戦艦ヤマト愛の戦士たち』の白色戦艦を倒した後に超巨大戦艦がその中から現れるという展開があり、今の子供たちにも同じような興奮を感じてもらいたいと思い、二段変身の設定をラスボス怪獣に取り入れたという。

第一形態
頭部の角から発射する闇のビームと触手が武器。暴走するエタニティコアの力で地球全土を強大な闇の力で呑み込んでいき、交戦したトリガーとトリガーダークの光線を受けてもそれを吸収して瞬時に復活して、彼らを圧倒する。そして、3日後に闇の竜巻の中で第二形態へと変貌する。
- 顔はカルミラの泣き顔がコンセプトとなっており、上の4つの目はヒュドラムとダーゴンのもので、カルミラの目は黄色いラインで埋もれているが、ここから涙が上下に流れているイメージとなっている。2本の角はカルミラの角、側面の青と赤の部分はヒュドラムとダーゴンのエネルギーがあふれた様をイメージしている。当初は口も描かれていたが、口の開閉ギミックを作ることが難しかったため、口がない状態に変更された。メガロゾーアの第二形態を踏襲したデザインとなっており、海洋生物の要素が入った第二形態との差を付けるため、予め取り外しを予定していた部位は陸の生物を意識したデザインとなっている。第二形態とのギャップを狙うため、スタンダードな怪獣シルエットにしており、第二形態が完全体であるとすれば、第一形態は不完全な姿にするため、右手は1本だけ指を長くしており、首から生えた触手のようなものも左右で長さを変えている。手は鳥類をイメージしており、首元は樹木のイメージで、大木に蔓が絡まっているようなデザインで、蔓や樹木の要素は尻尾の裏面にまで続いている。膝にある角のような突起はウツボの頭骨を上下逆さまの向きに付けており、股の付け根から生えた爪と対になってハサミを形成するようなイメージとなっている。尻尾の表面は甲殻類の硬い感じにまとめており、先端が扇型なのは、カルミラの二の腕から垂れ下がった布パーツが変化したようなイメージで、当初は二股に分かれていたが、1本にまとめている。脚部の隙間からは三巨人を象徴する金、青、赤の色が見え隠れしており、足の爪はカニの爪がモチーフで、表皮にはフジツボが貼り付いている様をイメージしている。
- 『ウルトラマンティガ THE FINAL ODYSSEY』で、カミーラが邪神デモンゾーアに変貌した展開のオマージュとなっている。

第二形態
闇の竜巻の中でメガロゾーアがその体を闇で繭のように包んで肉体変化を促して、3日後にその姿を見せた進化形態。その身を膨大な闇のエネルギーを噴出する強固な殻に包み、頭部の角から放つ闇黒電撃ダークメガロサンダーや無数の触手ダークメガロテンタクルズ、闇をヒュドラムやダーゴンの姿に変えるダークメガロイメージで攻撃する。
光の力だけでは倒すことができなかったが、エタニティコアの力を増幅して放ったナースキャノンのエネルギーを光と闇の力を併せ持つトリガートゥルースに供給して放ったトゥルータイマーフラッシュを受けて爆裂四散した。
- 第二形態は『ウルトラマンティガ』の邪神ガタノゾーアのリブート版としてデザインされており、上下逆向きに付いた顔も、ガタノゾーアのオマージュとなっている。前述のように四足歩行の怪獣としてデザインされたが、諸事情によって二足歩行スタイルのままで描き直しとなった。第一形態の顔と両手のハサミを変更し、貝殻のようなパーツを背負ったものとなっている。ガタノゾーアが海洋生物の要素で出来た怪獣であることから、全てを海洋生物の要素でまとめている。貝殻の後方から伸びた触手はタコのものだが、肩の辺りから伸びた触手はイカの形状を拾っており、第一形態のボディを隠して、姿が出来るだけ変わって見えるようにする目的で付けている。背中に背負った巨大なパーツの表面には、『ティガ』の怪獣をデザインした丸山浩のデザイン性をオマージュして、格子状の穴や、不定形の凹みを多く入れている。中央の部位には、カルミラ、ダーゴン、ヒュドラムを象徴した形状にしているが、その部位を具体的に拾っているわけではなく、そのキャラのような形状としており、カルミラの角、ダーゴンの鎧、ヒュドラムの右肩の翼のようなパーツの部位の窪みにほんのりと各キャラクターの色を乗せている。顔は涙も枯れ果てたイメージで描かれており、感情ももうなくなって涙も流れておらず、劇中ではカルミラの自我は残っているが、デザインではカルミラとしての自我は消え、取り返しのつかない悲しいモンスターの完成形というような意味合いとなっている。歯は不規則で不揃いな生え方をしており、上下の大きな黒い歯はタコの歯をイメージしている。

邪神 スフィアメガロゾーア（第二形態）
『ウルトラマンデッカー』第7話「希望の光、赤き星より」、第8話「光と闇、ふたたび」に登場。
スフィアの力を利用してメガロゾーアが再生した姿。スフィアの支配を受けていないため、スフィア合成獣には分類されないが、他のスフィア合成獣と同様の外見や能力が増幅されて暴走している。巨大な闇のエネルギーを秘めており、触手や闇の光弾、振動波などを武器とする。
フルベシティ・ポイントM2の地底から出現し、デッカーや火星から来たケンゴ＝トリガーと交戦するが、体内には復活したカルミラも取り込まれていた。その後、ギジェランを駆除しようとするGUTS-SELECTの前に再度出現するが、ユザレの力が再び覚醒したユナの助力を得たデッカー ミラクルタイプによってカルミラが救出されると、デッカー フラッシュタイプのセルジェンド光線・グリッタートリガーエタニティのグリッターゼペリオン光線・カルミラのカルミラスパークによって爆散する。
- スーツアクター：梶川賢司
- スフィアのクリスタルのサイズ感の異なる2案が提出され、小さい結晶体のほうが採用され、スフィア合成獣の結晶体の特徴的なラインを拾っている。
- メガロゾーアがスフィアを自分の意思で取り込んで強化していることから、暴走しているわけではないため、スフィア合成獣ではなく、メガロゾーアの強化形態という位置付けで改造している。

## キャスト
キャスティングは、オーディションと直接オファーの2通りで実施された。前者は寺坂や金子が該当し、新型コロナウイルスの影響を考慮してリモートによるオーディションが行われた。後者は、豊田のように兼ねてから坂本が注目していた役者や、水野、春川、高木、細貝など坂本の監督作品に出演経験のある役者が選ばれている。

### レギュラー・準レギュラー
- マナカケンゴ - 寺坂頼我[出典 63]
- シズマユナ、ユザレ - 豊田ルナ[出典 64]
- ヒジリアキト - 金子隼也[出典 65]
- ナナセヒマリ - 春川芽生[7][93] (2 - 25)
- サクマテッシン -  水野直[出典 66] (2 - 25)
- タツミセイヤ - 高木勝也[出典 67]
- イグニス - 細貝圭[注釈 6][25][11] (2 - 4,6 - 8,10,12 - 25)
- シズマミツクニ - 宅麻伸[97][11] (1 - 3,9,19,24,25)[注釈 7]

### 声の出演
- メトロン星人マルゥル - M・A・O[98] (2 - 25)
- カルミラ - 上坂すみれ[99] (1 - 5,7,9,11,12,14 - 19,21 - 25)[注釈 8]
- ダーゴン - 真木駿一[99] (2 - 5,7,9 - 12,14 - 19,21 - 23,25)
- ヒュドラム - 高橋良輔[99] (3,4,6,7,9,11,12,14 - 16,19,20,22,25)[注釈 9]
- ナレーション（直前スペシャル、特別総集編）、ボイス協力 (14 - 25) - マックスウェル・パワーズ

### ゲスト
- マナカレイナ - 横山めぐみ (1,2,24)[8][注釈 10]
- キャスター - 松永安奈 (1 - 3)、宮島咲良 (24)
- 逃げる人 - 小林せら、美碧 (2)
- 少女 - 尻引結馨 (4)
- 少年時代のアキト - 徳山凛響 (5)[注釈 11]
- 少女時代のユナ - 引地涼音 (5)
- ナツカワハルキ - 平野宏周 (7,8)[29]
- リポーター (7)、キャスター (8) - 西島まどか
- 通行人A - 河中奎人 (8)
- 通行人B - 羽柴志織 (8)
- 通行人C - 相馬絵美 (8)
- 逃げ惑う人々 - 安保匠、芳川つかさ、青山真利子、髙瀬翔太 (8)
- シズマユリカ - 逢沢りな (9)[注釈 12]
- ユナの同級生 - 髙橋咲歩花 (10)
- 青年リブット - 土屋神葉 (14,15)[30]
- 警備員 - 福島弘之、二瓶健太郎 (15)
- リシュリア人 - 松林慶知、伊藤浩志、加藤千尚、西谷菜々恵 (17)
- キリエル人（謎の男） - 髙橋麻琴 (18,19)
- 花屋の店員 - 桃瀬陽菜 (18)
- 研究員 - 國重光司 (21)
- ホッタマサミチ - 田久保宗稔 (24)
- 子供たち - 池間悠輝蒼、門脇陽向太、山本颯舞、大西賢斗、比嘉太陽、斎藤佑真、坂井克徳、別府友柚、東海林忠輝、小林武嗣、小林京慎、沼倉遼、菅原大史、船附藍丈、新後閑崚、木下瑛太、亀山愛桜、山上寧々、船附純白、藤田紗世、溝口夏美、井手更咲、荘埜心結、東海林詩子、小松原愛央、松本碧唯 (25)

### 声のゲスト出演
- デバン - 松田利冴（特別総集編）
- ナカシマヨウコ - 松田リマ (7)
- ウルトラマンZ - 畠中祐 (7,8)
- ベリアロク - 小野友樹 (7,8)
- ベビーザンドリアス - 湯浅かえで (7)
- バロッサ星人（四代目） - 田口清隆 (7)
- ウルトラマンリブット - 駒田航 (14,15)
- アブソリュートタルタロス - 諏訪部順一 (14,15)
- アブソリュートディアボロ - 小川輝晃 (14,15)
- バリガイラー - 島津健太郎 (20)[注釈 13]
- メカムサシン - 越知靖 (22)

### スーツアクター
- ウルトラマントリガー (1 - 12,14 - 25) - 岩田栄慶
- メトロン星人マルゥル (2 - 25)、デバン（特別総集編） - 武田彩里
- カルミラ (1 - 5,7,9,11,12,14 - 19,22 - 25) - 安川桃香
- ダーゴン (2 - 5,7,9 - 12,14 - 19,21 - 23,25) - 桑原義樹
- ヒュドラム (3,4,6,7,9 - 12,14 - 16,18 - 20,22,25)、ダダ (PDO-3A / B / C) (8)、テレスドン (24) - 永地悠斗
- ゴルバー (1)、デスドラゴ (5)、宇宙セブンガー (7)、ゴルバーII (18)、バニラ (21)、メガロゾーア (23 - 25) - 梶川賢司
- ギマイラ (2)、ウルトラマンZ (7,8)、ウルトラマンティガ (9,19)、メカムサシン (22) - 岡部暁[注釈 14]
- ガゾート (3)、サタンデロス (6)、バロッサ星人（四代目）(7)、キングジョーストレイジカスタム (8)、トリガーダーク (10 - 12,16,17,21,22,24,25)、ウルトラマンリブット (14,15)、キリエロイド (19) - 石川真之介[注釈 15]
- オカグビラ (4)、ザラガス (10)、メツオーガ (16)、セグメゲル (18)、アボラス (21)、パゴス (24) - 新井宏幸[注釈 16]
- 安達仁美 (11)
- アブソリュートタルタロス (14,15)  - 岩上弘数
- アブソリュートディアボロ (14,15) - 大村将弘
- デアボリック (14)、バリガイラー (20) - 高橋舜[注釈 17]

## スタッフ
シリーズ構成の1人であるハヤシナオキはウルトラシリーズ初参加で、円谷プロダクションの要望だったシリーズに興味はあるが関わったことのない脚本家として、『BLACKFOX: Age of the Ninja』で一緒になった坂本を介して紹介された。この他、もう1人の構成担当である足木淳一郎や、デザインの武藤聖馬やK-SuKe、音楽の坂部剛など、これまで坂本の監督作品に参加したクリエイターが多く起用されている。
- 監修 - 塚越隆行[11]
- 製作統括 - 永竹正幸[11]
- 製作 - 隠田雅浩[11]
- 企画 - 黒澤桂、古澤圭亮、春山ゆきお、田中快、濵田健二
- チーフプロデューサー - 北浦嗣巳[11]
- プロデューサー - 村山和之、大石淳子（テレビ東京）、嵯峨隼人[11]
- 音楽プロデューサー - 関根陽一[11]
- 音楽 - 坂部剛[103][11]
- 音楽制作 - ランティス
- 音楽協力 - テレビ東京ミュージック
- コ・プロデューサー - 岡本有将
- 番組宣伝 - 徳田良平
- プランニングマネージャー - 飯田将太（テレビ東京）
- シリーズ構成 - ハヤシナオキ、足木淳一郎[103][11]
- 脚本 - ハヤシナオキ、根元歳三、小柳啓伍、林壮太郎、足木淳一郎、植竹須美男、継田淳[103][11]
- 監督 - 坂本浩一、武居正能、田口清隆、辻󠄀本貴則、越知靖、内田直之[103][11]
- 撮影 - 村川聡、大城真輔
- 照明 - 小笠原篤志
- 美術 - 木場太郎
- 録音 - 星一郎、澤村開
- 操演 - 根岸泉
- スクリプター - 山内薫、増田実子、渋谷康子、國米美子
- 編集 - 矢船陽介
- キャスティング - 島田和正
- 助監督 - 越知靖
- 特撮助監督 - 内田直之
- アクションコーディネート - 寺井大介
- 視覚効果 - 三輪智章
- VFXコーディネーター - 豊直康
- 特殊造形 - 亀田義郎、原規弘、小島巧
- キャラクターデザイン - 後藤正行
- 背景 - 島倉二千六
- 装飾 - 小林美智子
- 小道具 - 武富洸斗
- 衣装 - 小木田浩次
- ヘアー・メイク - 梶清恵
- 画コンテ - 河本けもん、林谷和樹、なかの★陽、川石テツヤ
- スーツアクターサポート - 大野まゆみ
- キャラクターメンテナンス - 宮川秀男、花谷充奏
- メインタイトルロゴデザイン - 竹内純
- デスドラゴ・超古代デザイン - 井野元大輔
- 闇の巨人・メガロゾーアデザイン - 武藤聖馬[104]
- メトロン星人マルゥルデザイン - K-SuKe[105]
- アブソリューティアンデザイン - 脇貴彦
- 地学監修 - 芝原暁彦
- ユザレ衣装制作 - 宮崎真子
- 監督助手 - 宮崎龍太、林達也、笹原匠
- 撮影助手 - 大城真輔、安藤昇児、小林龍、内田圭、呉大雅俊
- 照明助手 - 斎藤順、中條匠、今村志帆乃
- 録音助手 - 澤村開、南川淳、森山一輝
- 美術助手 - 倉田友衣子、森谷勇介、渡邉聡、鈴木優太、柏川虎太郎
- 操演助手 - 上田健一、秀平良忠、佐藤康平、辻川明宏
- ヘアー・メイクアシスタント - 今西麻子
- 設定監修 - 渋谷浩康
- 音響効果 - 古谷友二
- アシスタントプロデューサー - 松田寛子
- 特別協力 - トヨタ自動車株式会社
- ウルトラマントリガー製作委員会
- 製作 - 円谷プロダクション、テレビ東京、電通[103]

## 音楽

### 主題歌
「Trigger」
佐久間貴生による主題歌。作詞・作曲・編曲はR・O・N。第2 - 24話、特別総集編1 - 3で使用。
第2話から第13話および特別総集編1・2は1番、第14話から第25話および特別総集編3は2番の歌詞が使用された。
第1話、第9話、第21話、第25話では挿入歌としても使用。第6話ではインストゥルメンタル版が挿入歌として使用された。

### エンディングテーマ
「なないろのたね」
ChouChoによる前期エンディングテーマ。作詞・作曲はChouCho、編曲は村山☆潤。第1 - 13話、特別総集編1・2で使用。
「明日見る者たち」
マナカケンゴ（寺坂頼我）、シズマユナ（豊田ルナ）、ヒジリアキト（金子隼也）による後期エンディングテーマ。作詞は渡部紫緒、作曲・編曲は坂部剛。第14、16 - 25話、特別総集編3で使用。
「ウルトラ・BOOT CAMP!」
青年リブット（土屋神葉）による第15話エンディングテーマ。作詞は松井洋平、作曲・編曲はAstroNoteS。
第15話、特別総集編3では挿入歌としても使用された。
- 子供番組でもあることから、曲調やダンスは子供が真似できるようなものとなっている。

### 挿入歌
「ご唱和ください 我の名を！」
遠藤正明による第7話挿入歌。作詞・作曲は遠藤正明、編曲は宮崎京一 (KEYTONE)、飯田涼太 (KEYTONE)。
「メトロン・サンセット」
メトロン星人マルゥル（CV.M・A・O）による第13話挿入歌。作詞は松井洋平、作曲・編曲は酒井陽一。
「Higher Fighter」
Ancient timesによる第15話挿入歌。作詞は金光大輔、作曲・編曲 - ハマサキユウジ。

## 制作
本作品は、1996年に初放送され、2021年に誕生25周年を迎える『ウルトラマンティガ』をコンセプトとした作品として立ち上げられた。『トリガー』の名は、『ティガ』25周年を意識してティガの頭文字である英字の「T」より始まる名前になった経緯があり、銃形態になる変身アイテムの引き金を引いて変身することや、それと同時に過去のニュージェネレーションヒーローズの流れを継ぎつつ、新しい世代のウルトラマンを作っていく引き金になって欲しいという思いが込められている。
制作段階では、坂本浩一および『ティガ』世代のスタッフなどが話し合いを行い、『ティガ』放送当時の衝撃や社会現象を今の時代に再現すること、ティガを知る親とその子供が一緒に楽しめる作品にすることが全体のコンセプトとして定められた。これは、『ティガ』が絶大な人気を誇る完成された作品ゆえに、続編やリメイク、リブートという形では蛇足にしかならないこと、また現代の子供たちが25年前の作品である『ティガ』に触れる機会がない世代であることを考慮した結果である。本作品の副題にはその決意の表れが反映されており、リメイクやリブートでも直接的な続編でもない、ティガの真髄を受け継ぐ作品であるとしている。以上の経緯から、本作品の構成や設定は、『ティガ』のストーリーやタイプチェンジなどを使いつつも、そこに新要素を加え再構築するという手順で作られている。サブタイトルの演出やタイトル映像などにも『ティガ』の要素が盛り込まれており、ルルイエやウタカタシティなどの作中の名称も『ティガ』を見ていた視聴者の記憶に触れる有名なワードを異なる意味合いを持ったものに付けている。
ウルトラマンタイガがウルトラマンタロウの息子、ウルトラマンゼロがウルトラセブンの息子というコンセプトであったことから、ティガの息子などというコンセプトとは異なるアプローチで進められた。また、『ウルトラマンサーガ』のようにネオフロンティアスペースの地続きの続編にするという案もあったが、テレビシリーズの予算では新たな世界を描写することができず、新たな設定を足すと複雑化して分かりづらくなることから、マルチバースが採用され、ティガの世界とつながりのある並行世界が舞台となった。
また、坂本は本作品のテーマに「みんなを笑顔にしたい」という思いを挙げており、新型コロナウイルス感染症の影響が世界全体にある中で、視聴者の活力になる作品を目指したことを語っている。
『ティガ』が生誕25周年、そして初代『ウルトラマン』が55周年というダブルアニバーサリーイヤーであったことから、当初は複数のウルトラマンが活躍する予定で、過去のニュージェネ作品との差別化から、地球人・古代人・宇宙人という出自の異なる3人のキャラクターが主役を張るような活躍をし、自らの運命をそれぞれ切り開いて成長していくという青春群像劇を描くというプランもあり、後述の闇の巨人も、3人のウルトラマンとそれぞれ因縁を持たせる予定であったが、『ティガ』をモチーフとしていたことから、単体のヒーローという形に軌道修正され、超古代モチーフ以外の2人はウルトラマンには変身しないこととなった。ただし、変身はしないものの、闇の巨人との因縁は主役だけに持たせるのではなく、他の2人にもそれぞれ因縁を持たせることで三者三様のストーリーを描かせるものとなった。
2021年4月15日に製作が発表され、同年6月10日に前作『ウルトラマンZ』同様オンライン発表会が「TSUBURAYA IMAGINATION」でライブ配信された。

## エピソードリスト
第1話放送の前週には、ティガの情報を交えながらトリガーについて紹介する特番が放送された。また、第4話と第5話、第19話と第20話の間には、本編や過去の作品を扱う特別総集編が放送された。
| 話数   | サブタイトル                                | 登場する怪獣                                                                                                 | 脚本         | 監督     | 初放送日        |
| ------ | ------------------------------------------- | --- | ------------ | -------- | --------------- |
| 第1話  | 光を繋ぐもの                                | カルミラ ゴルバー                                                                                            | ハヤシナオキ | 坂本浩一 | 2021年 07月10日 |
| 第2話  | 未来への飛翔                                | ダーゴン ギマイラ                                                                                            | ハヤシナオキ | 坂本浩一 | 07月17日        |
| 第3話  | 超古代の光と闇                              | ヒュドラム ガゾート                                                                                          | ハヤシナオキ | 坂本浩一 | 07月24日        |
| 第4話  | 笑顔のために                                | オカグビラ                                                                                                   | 根元歳三     | 武居正能 | 07月31日        |
| 第5話  | アキトの約束                                | ダーゴン デスドラゴ                                                                                          | 根元歳三     | 武居正能 | 08月21日        |
| 第6話  | 一時間の悪魔                                | ヒュドラム サタンデロス                                                                                      | 根元歳三     | 武居正能 | 08月28日        |
| 第7話  | インター・ユニバース                        | バロッサ星人（四代目） ベビーザンドリアス ケダミャー ブルトン 宇宙セブンガー キングジョー ストレイジカスタム | 小柳啓伍     | 田口清隆 | 09月04日        |
| 第8話  | 繁殖する侵略                                | ダダ (PDO-3A / B / C) キングジョー ストレイジカスタム                                                        | 小柳啓伍     | 田口清隆 | 09月11日        |
| 第9話  | あの日の翼                                  | ガーゴルゴン                                                                                                 | 林壮太郎     | 辻󠄀本貴則 | 09月18日        |
| 第10話 | 揺れるココロ                                | ザラガス | 林壮太郎     | 辻󠄀本貴則 | 09月25日        |
| 第11話 | 光と闇の邂逅                                | トリガーダーク カルミラ ダーゴン ヒュドラム                                                                  | ハヤシナオキ | 武居正能 | 10月02日        |
| 第12話 | 三千万年の奇跡                              | トリガーダーク カルミラ ダーゴン ヒュドラム                                                                  | ハヤシナオキ | 武居正能 | 10月09日        |
| 第13話 | 狙われた隊長 〜マルゥル探偵の事件簿〜       | 第1〜12話の登場怪獣                                                                                          | 足木淳一郎   | 内田直之 | 10月16日        |
| 第14話 | 黄金の脅威                                  | アブソリュートタルタロス アブソリュートディアボロ デアボリック (14) [ 注釈 19 ]                              | 足木淳一郎   | 坂本浩一 | 10月23日        |
| 第15話 | オペレーションドラゴン                      | アブソリュートタルタロス アブソリュートディアボロ デアボリック (14) [ 注釈 19 ]                              | 足木淳一郎   | 坂本浩一 | 10月30日        |
| 第16話 | 嗤う滅亡                                    | トリガーダーク メツオーガ (16) メツオロチ                                                                    | 植竹須美男   | 越知靖   | 11月06日        |
| 第17話 | 怒る饗宴                                    | トリガーダーク メツオーガ (16) メツオロチ                                                                    | 植竹須美男   | 越知靖   | 11月13日        |
| 第18話 | スマイル作戦第一号                          | ゴルバーII セグメゲル キリエル人                                                                             | 根元歳三     | 田口清隆 | 11月20日        |
| 第19話 | 救世主の資格                                | キリエル人 キリエロイド                                                                                      | 根元歳三     | 田口清隆 | 11月27日        |
| 第20話 | 青いアイツは電撃と共に                      | バリガイラー                                                                                                 | 継田淳       | 辻󠄀本貴則 | 12月11日        |
| 第21話 | 悪魔がふたたび                              | バニラ アボラス                                                                                              | 継田淳       | 辻󠄀本貴則 | 12月18日        |
| 第22話 | ラストゲーム                                | メカムサシン ヒュドラム                                                                                      | 足木淳一郎   | 辻󠄀本貴則 | 12月25日        |
| 第23話 | マイフレンド                                | ダーゴン カルミラ メガロゾーア（第一形態）                                                                   | ハヤシナオキ | 坂本浩一 | 2022年 01月08日 |
| 第24話 | 闇の支配者                                  | メガロゾーア（第一形態・第二形態） パゴス テレスドン [ 注釈 20 ]                                             | ハヤシナオキ | 坂本浩一 | 1月15日         |
| 第25話 | 笑顔を信じるものたちへ 〜PULL THE TRIGGER〜 | メガロゾーア（第一形態・第二形態） カルミラ ダーゴン ヒュドラム                                              | ハヤシナオキ | 坂本浩一 | 01月20日        |

| 話数        | サブタイトル     | 登場する怪獣                               | 構成       | 演出     | 初放送日        |
| ----------- | ---------------- | ------------------------------------------ | ---------- | -------- | --------------- |
| 特別総集編1 | 平和を守る力     | デバン 第1話 - 第4話に登場した怪獣・宇宙人 | 足木淳一郎 | 村上裕介 | 2021年 08月07日 |
| 特別総集編2 | 宇宙を翔る英雄   | デバン 第1話 - 第4話に登場した怪獣・宇宙人 | 足木淳一郎 | 村上裕介 | 8月14日         |
| 特別総集編3 | 咲き乱れる悪の華 | デバン                                     | 足木淳一郎 | 村上裕介 | 12月04日        |

## 放送局
| 放送期間                                              | 放送時間                          | 放送局           | 対象地域       | 備考        |
| ----------------------------------------------------- | --------------------------------- | ---------------- | -------------- | ----------- |
| 2021年7月10日 - 2022年1月22日                         | 土曜 9:00 - 9:30                  | テレビ東京       | 関東広域圏     | 製作局      |
|                                                       |                                   | テレビ北海道     | 北海道         |             |
|                                                       |                                   | テレビ愛知       | 愛知県         |             |
|                                                       |                                   | テレビ大阪       | 大阪府         |             |
|                                                       |                                   | テレビせとうち   | 岡山県・香川県 |             |
|                                                       |                                   | TVQ九州放送      | 福岡県         |             |
| 2021年7月23日 - 2022年2月4日                          | 金曜 19:00 - 19:30                | 岐阜放送         | 岐阜県         |             |
| 2021年7月24日 - 2022年2月5日                          | 土曜 5:30 - 6:00                  | 仙台放送         | 宮城県         | [ 注釈 21 ] |
| 2021年7月24日 - 9月25日 2021年10月2日 - 2022年2月5日  | 土曜 5:45 - 6:15 土曜 6:00 - 6:30 | 新潟放送         | 新潟県         |             |
| 2021年7月25日 - 2022年2月13日                         | 日曜 5:20 - 5:50                  | 広島ホームテレビ | 広島県         |             |
| 2021年8月1日 - 2022年2月20日                          | 日曜 5:15 - 5:45                  | 北日本放送       | 富山県         |             |
|                                                       | 日曜 5:20 - 5:50                  | 長野朝日放送     | 長野県         |             |
|                                                       | 日曜 5:45 - 6:15                  | 静岡第一テレビ   | 静岡県         |             |
| 2021年8月8日 - 2022年2月27日                          | 日曜 6:15 - 6:45                  | 琉球放送         | 沖縄県         |             |
| 2021年8月22日 - 2022年3月6日                          | 日曜 6:30 - 7:00                  | 石川テレビ       | 石川県         |             |
| 2021年8月27日 - 9月24日 2021年10月3日 - 2022年3月20日 | 金曜 5:30 - 6:00 日曜 5:15 - 5:45 | 宮崎放送         | 宮崎県         |             |
| 2021年8月28日 - 9月25日 2021年10月2日 - 2022年3月12日 | 土曜 5:45 - 6:15 土曜 6:00 - 6:30 | テレビユー福島   | 福島県         |             |

| 配信開始日    | 配信時間       | 配信サイト                                                                        |
| ------------- | -------------- | --------------------------------------------------------------------------------- |
| 2021年7月10日 | 土曜 9:30 更新 | TSUBURAYA IMAGINATION ネットもテレ東 YouTube ULTRAMAN OFFICIAL by TSUBURAYA PROD. |

## 映画
『ウルトラマントリガー エピソードZ』は2022年3月18日より劇場公開およびTSUBURAYA IMAGINATIONで配信された長編映画作品。
2021年12月のイベント「TSUBURAYA CONVENTION 2021」内の各種発表を行うプログラム「TSUBURAYA CONVENTION 2021 SPECIAL PROGRAM」にて制作が発表された。
『ウルトラマントリガー NEW GENERATION TIGA』の完結編と銘打たれたストーリーであり、本編最終回から2年後の舞台を描く。監督はテレビシリーズ本編を担当した坂本浩一に代わり、『ウルトラマンR/B』などでメイン監督を務めた武居正能が担当するほか、ゲストとして中村優一が新隊長役で出演する。

### あらすじ
エタニティコアが安定したことで、怪獣も出現しなくなったものの、ここ数か月再び怪獣の出現が相次いでいた。一方、世界各地にある超古代遺跡に「ライラー」と名乗る集団が侵入を繰り返していた。ほどなくして怪獣が出現し、そこにウルトラマンゼットも出現する。

### ゲストキャラクター
トキオカ リュウイチ
TPU情報局に異動したタツミに代わって新生GUTS-SELECTの隊長代理となった男。34歳。
かつて超古代遺跡でエンシェントスパークレンスを発見し、GUTSスパークレンスなどの装備の開発にあたって技術的なアドバイスをし、超古代のエキスパートと評される考古学者。ミツクニの右腕にしてアキトの師と称される存在で、代理ではあるが隊員からの信頼も厚く、大型火器を手に隊員たちに的確な陣頭指揮を執って作戦を遂行する。
ザビル
ユザレとともに3,000万年前に戦っていた地球星警護団の科学者。神器によって光の力を手にして闇に対抗しようとしたが、トリガーが出現したことで潰えたため、人々を導く指導者となるために自らが光となる野望を抱き、ライラーの首魁となって壮大な計画を立案・実行してトリガーの光を奪い、イーヴィルトリガーとなる力を得た。
- ザビル役の中村は、手を特徴的にしたいと思い、話す際には気持ち悪く動かしたりしていた。また、常に叫んでいてはメリハリがないため、小さな声で喋る際には表情を逆にオーバーにしていたという。

ライラー
超古代人の末裔として覚醒し、超古代文明を崇拝し、世界を自分たちの理想郷に造り変えるためにその力を利用しようとする狂信集団。マスクとフードでその姿を隠し、古代の青銅に似た見た目の手甲とマスクをしている。
ライラーイブラ
ライラーの一員で、ザビルの補佐役を務める男。ザビルに心酔している。超古代遺跡に侵入したことでタツミに捕縛され、ユザレの巫女であるユナにエタニティコア内の光の危機を告げるために、彼女との面会を要求する。

### ゲストヒーロー
ウルトラマンゼット オリジナル
- アルファエッジ
- ベータスマッシュ
- ガンマフューチャー
- デルタライズクロー
- レッドダメージ

### 登場怪獣・ウルトラマン（映画）
破壊暴竜 デスドラゴ
凶暴宇宙鮫 ゲネガーグ
変形怪獣 ガゾート
地底怪獣 パゴス
殲滅機甲獣 デストルドス
寄生生物セレブロ

イーヴィルトリガー
ザビルがマルチ、パワー、スカイタイプキーのエネルギーを注入したエンシェントスパークレンスで変身した闇の戦士。トリガーに似た姿と力を持っており、必殺技は腕から放つゼペリオン光線に匹敵する威力を持つイーヴィルシュート、イーヴィルスラッシュ、イーヴィルシールド。
光の巨人であったが、誤った心であったことから邪悪な巨人となって次第に暴走していき、トリガーとトリガーダーク、ゼットに襲い掛かる。最終決戦ではトリガーの力をイーヴィルジャイガンザーで吸収して巨大化した。
- モチーフは『ティガ』第44話「影を継ぐもの」に登場したイーヴィルティガ。
- デザインはトリガーマルチタイプの写真を基に行われ、イーヴィルティガの印象に近づけている黒と銀の部分を反転させたような案もあったが、イーヴィルティガの配色をイメージしたものが採用された。カラータイマーの縁が黒いのは、イーヴィルティガのクリスタル周辺が黒いのを踏襲しており、プロテクターはメタリックレッドとなっている。
- 当初はイーヴィルティガのスーツを基にし、古代紋様入りの別パーツを胸部プロテクターに貼り付けるという案も検討されたが、最終的にトリガーマルチタイプのイベント用のスーツを転用して制作する、という判断となった。トリガーのスーツは、赤と紫のスウェット生地で作られているが、縫製ラインを変えることが出来ず、そのラインを無理に無視した方法で彩色すると縫い目が目立つことから、縫製ラインを意識しつつデザインを落とし込んでいる。目の電飾を青、ゴールドを銃鉄色に変え、目の周囲と段差をマットブラックで塗装している。マスクは口元と頬にシャドウを吹いているが、トリガーマルチタイプが小顔で丸顔なシルエットであったことから、よりシュッとさせており、イーヴィルティガにもシャドウが吹かれていたことからそのオマージュとなっている。目の周りの黒い縁はイーヴィルティガにもあったが、目の上部分に覗き穴がある関係もあるが、目の上側のアイラインとして踏襲している。

### キャスト（映画）
- マナカケンゴ - 寺坂頼我[24][124]
- シズマユナ、ユザレ - 豊田ルナ[24][124]
- ヒジリアキト - 金子隼也[24][124]
- ナナセヒマリ - 春川芽生[24][124]
- サクマテッシン - 水野直[24][124]
- タツミセイヤ - 高木勝也[24][124]
- ナツカワハルキ - 平野宏周[24][124]
- トキオカリュウイチ / ザビル - 中村優一[24][124][注釈 22]
- ライラーイブラ - 安藤彰則[24][124]
- ライラー - 永吉幸一郎、西内薫
- タツミの部下 - 桑野将春、山下俊之介、寺脇創
- おばけ - 梨本りえ、別當勝輝
- イグニス - 細貝圭[24][124]
- シズマミツクニ - 宅麻伸[24][124]

### 声の出演（映画）
- メトロン星人マルゥル - M・A・O[24][124]
- ウルトラマンゼット - 畠中祐[24][124]
- ベリアロク - 小野友樹[24][124]

### スーツアクター（映画）
- ウルトラマントリガー - 岩田栄慶
- ウルトラマンゼット - 大村将弘
- トリガーダーク - 石川真之介
- メトロン星人マルゥル - 武田彩里
- イーヴィルトリガー[71] - 桑原義樹
- デストルドス - 高橋舜
- パゴス - 新井宏幸
- ガゾート - 永地悠斗
- デスドラゴ - 梶川賢司

### スタッフ（映画）
- 監修 - 塚越隆行[24][124]
- 製作統括 - 永竹正幸
- 企画 - 黒澤桂、古澤圭亮、春山ゆきお、濵田健二
- 製作 - 隠田雅浩
- チーフプロデューサー - 北浦嗣巳[124]
- プロデューサー - 村山和之[124]
- コ・プロデューサー - 岡本有将
- 脚本協力 - 足木淳一郎
- 撮影 - 村川聡[124]
- 照明 - 小笠原篤志[124]
- 美術 - 木場太郎[124]
- 録音 - 星一郎[124]
- 編集 - 矢船陽介[124]
- スクリプター - 山内薫
- 操演 - 根岸泉
- キャスティング - 島田和正[124]
- 助監督 - 越知靖
- 特撮助監督 - 内田直之
- アクションコーディネート - 寺井大介[124]
- 視覚効果 - 三輪智章[124]
- VFXコーディネーター - 豊直康
- 特殊造形 - 亀田義郎、原規弘、小島巧
- キャラクターデザイン - 後藤正行
- 背景 - 島倉二千六
- 装飾 - 小林美智子
- 小道具 - 武富洸斗
- 衣装 - 小木田浩次
- ヘアー・メイク - 梶清恵
- 画コンテ - 林谷和樹、なかの★陽、河本けもん
- スーツアクターサポート - 大野まゆみ
- 設定監修 - 渋谷浩康
- キャラクターメンテナンス - 宮川秀男、花谷充奏
- メインタイトルロゴデザイン - 竹内純
- デスドラゴ・超古代デザイン - 井野元大輔
- トリガーダークデザイン - 武藤聖馬
- メトロン星人マルゥルデザイン - K-SuKe
- イーヴィルトリガーデザイン - 脇貴彦
- 地学監修 - 芝原暁彦
- ユザレ衣装制作 - 宮崎真子
- 音楽 - 坂部剛[24][124]
- 配給 - バンダイナムコアーツ、円谷プロダクション[124]
- 制作 - 円谷プロダクション
- ウルトラマントリガー特別編製作委員会[124]（円谷プロダクション、バンダイ、BANDAI SPIRITS、バンダイナムコアーツ）
- 脚本 - 根元歳三[24][124]
- 監督 - 武居正能[24][124]

### 音楽（映画）
主題歌「Believer」
作詞 - 堀下さゆり / 作曲 - 森元康介 / 編曲 - 渡辺徹×日比野裕史 / 歌 - マナカケンゴ（寺坂頼我）、シズマユナ（豊田ルナ）、ヒジリアキト（金子隼也）
挿入歌
「Trigger」
作詞・作曲・編曲 - R・O・N / アーティスト - 佐久間貴生
「明日見る者たち」
作詞 - 渡部紫緒 / 作曲・編曲 - 坂部剛 / 歌 - マナカケンゴ（寺坂頼我）、シズマユナ（豊田ルナ）、ヒジリアキト（金子隼也）

## 他媒体展開

### テレビシリーズ
『ウルトラマンデッカー』
ホッタ、マルゥル、ケンゴ、ユナ、ユザレ、アキト、タツミがゲスト出演。
『ウルトラマン ニュージェネレーション スターズ』
イグニスがゲスト出演。

### ショートムービー

#### マルっとナビ
2021年7月10日から2022年1月22日まで、TSUBURAYA IMAGINATIONにて配信された。メトロン星人マルゥルが作中のヒーローや怪獣、用語を紹介する。
| 話数 | 配信日          | サブタイトル                      |
| ---- | --------------- | --------------------------------- |
| #01  | 2021年 7月10日  | ウルトラマントリガー マルチタイプ |
| #02  | 7月17日         | ウルトラマントリガー パワータイプ |
| #03  | 7月24日         | ウルトラマントリガー スカイタイプ |
| #04  | 7月31日         | GUTSファルコン                    |
| #05  | 8月21日         | GUTSスパークレンス                |
| #06  | 8月28日         | 惑星破壊神サタンデロス            |
| #07  | 9月04日         | ウルトラマンゼット                |
| #08  | 9月11日         | キングジョーストレイジカスタム    |
| #09  | 9月18日         | 石化魔獣ガーゴルゴン              |
| #10  | 9月25日         | 剛力闘士ダーゴン                  |
| #11  | 10月02日        | 俊敏策士ヒュドラム                |
| #12  | 10月09日        | グリッタートリガーエタニティ      |
| #13  | 10月16日        | メトロン星人マルゥル              |
| #14  | 10月23日        | アブソリューティアン              |
| #15  | 10月30日        | ウルトラマンリブット              |
| #16  | 11月06日        | 闇黒勇士トリガーダーク            |
| #17  | 11月13日        | ナースデッセイ号                  |
| #18  | 11月20日        | 超古代闇怪獣ゴルバー              |
| #19  | 11月27日        | ウルトラマンティガ                |
| #20  | 12月11日        | 電撃獣神バリガイラー              |
| #21  | 12月18日        | アボラス・バニラ                  |
| #22  | 12月25日        | カラクリ武者メカムサシン          |
| #23  | 2022年 01月08日 | 妖麗戦士カルミラ                  |
| #24  | 1月15日         | 邪神メガロゾーア                  |
| #25  | 1月22日         | トリガートゥルース                |

#### ナースデッセイ開発秘話〜特務3課奮闘記〜
2021年7月10日から2022年1月22日まで、TSUBURAYA IMAGINATIONのスタンダード・プレミアムプランにて配信された。TPUの技術部特務3課に配属された本編以前のマルゥルを描くコメディ色の強い短編となっている。
- 当初はナースデッセイ号の掃除婦のおばちゃんを主役とした案も考えられていたが、『ティガ』とは関連のないナースをモチーフとしたため、『トリガー』テレビシリーズ第15話でマルゥルが裏取引で手に入れたという描写を入れた後に、『トリガー』と絡めたスピンオフの話が出たことから、ストレートにナースデッセイ号の開発にまつわる裏話ということとなった[50]。

出演
- メトロン星人マルゥルの声 - M・A・O
- ホッタ マサミチ - 田久保宗稔
- ヤザキ テルミ - 山﨑紫生

スタッフ
- 脚本 - 足木淳一郎
- 監督 - 村上裕介

| 話数 | 配信日          | サブタイトル           |
| ---- | --------------- | ---------------------- |
| #01  | 2021年 7月10日  | ホッタとマルゥル       |
| #02  | 7月17日         | 経理のテルミちゃん     |
| #03  | 7月24日         | 第2の宇宙人            |
| #04  | 7月31日         | 本題を忘れるな         |
| #05  | 8月21日         | 天才高校生             |
| #06  | 8月28日         | その名はGUTSファルコン |
| #07  | 9月04日         | ヒントを探せ           |
| #08  | 9月11日         | プレゼン               |
| #09  | 9月18日         | 操縦系を切り替えろ     |
| #10  | 9月25日         | 休息                   |
| #11  | 10月02日        | GUTSファルコン改造計画 |
| #12  | 10月09日        | 新型戦闘艇             |
| #13  | 10月16日        | 宇宙人会議             |
| #14  | 10月23日        | ワイルド星人           |
| #15  | 10月30日        | 宇宙竜ナース           |
| #16  | 11月06日        | ミチルが来た！         |
| #17  | 11月13日        | 新型の全貌             |
| #18  | 11月20日        | 経理の鬼               |
| #19  | 11月27日        | 命名                   |
| #20  | 12月11日        | レイアウトを決めろ     |
| #21  | 12月18日        | 第2回宇宙人会議        |
| #22  | 12月25日        | 司令室                 |
| #23  | 2022年 01月08日 | GUTS-SELECT            |
| #24  | 1月15日         | 完成、そして……         |
| #25  | 1月22日         | さよならマルゥル       |

#### 記念特別動画
『ウルトラマン55周年記念「ウルトラマンの日」特別映像【ウルトラマントリガー&初代ウルトラマン、夢の競演！】』は、ウルトラマン公式 YouTube ULTRAMAN OFFICIAL by TSUBURAYA PROD.で『ウルトラマンの日』を記念してトリガーがウルトラマンとクロスタッチをするという短編動画。
| 配信日         | タイトル                                                                                                  | 登場キャラクター                   |
| -------------- | --- | ---------------------------------- |
| 2021年 7月10日 | ウルトラマン55周年記念 「ウルトラマンの日」特別映像 【ウルトラマントリガー&初代ウルトラマン、夢の競演！】 | ウルトラマントリガー、ウルトラマン |

### ボイスドラマ
本編と同じ時間軸におけるギャラクシーレスキューフォースを描く『ギャラクシーレスキューフォース ボイスドラマ』が、2021年7月10日から2022年1月22日までウルトラマン公式 YouTube ULTRAMAN OFFICIAL by TSUBURAYA PROD.にて配信された。
作中にはウルトラマンリブットを始めとするギャラクシーレスキューフォースの面々のみならず、協力関係にある他組織のウルトラマンも登場する。
声の出演
- ウルトラマンリブット - 駒田航
- ソラ - 潘めぐみ
- 山口智広 (3,8,17,18,24,28)
- 真堂圭 (5,8,26,28)
- 山田成吾 (6,9,19,22,28)
- 八塚竜也 (7)
- 金光宣明 (8,11)
- 岸哲生 (9,11)
- ひいろ (13,14,21,24,27,28)
- 松本健太 (15)
- 橋本達也 (17,19,21,22,24,25,27,28)
- 岩崎諒太 (20)
- 村上ヨウ (23,26 - 28)

スタッフ
- 脚本 - 足木淳一郎、坂口俊昭
- 編集 - 坂口俊昭
- タイトルCG - 渋谷怜央加

| 話数         | 配信日          | サブタイトル           | 脚本       |
| ------------ | --------------- | ---------------------- | ---------- |
| 第1回        | 2021年 7月10日  | 入隊                   | 足木淳一郎 |
| 第2回        | 7月17日         | ソラ                   | 足木淳一郎 |
| 第3回        | 7月24日         | アンドロメロス         | 足木淳一郎 |
| 第4回        | 7月31日         | 科技局の男             | 足木淳一郎 |
| 第5回        | 8月07日         | イザナ女王             | 足木淳一郎 |
| 第6回        | 8月14日         | 最強最速のウルトラマン | 足木淳一郎 |
| 第7回        | 8月21日         | 勇士司令部の戦士       | 坂口俊昭   |
| 第8回        | 8月28日         | 会談                   | 足木淳一郎 |
| 第9回        | 9月04日         | 宇宙工作員 ケニス      | 足木淳一郎 |
| 第10回       | 9月11日         | 宇宙正義               | 足木淳一郎 |
| 第11回       | 9月18日         | 花と星と               | 足木淳一郎 |
| 第12回       | 9月25日         | 師の教え               | 足木淳一郎 |
| 第13回       | 10月02日        | 新メンバー             | 足木淳一郎 |
| 第14回       | 10月09日        | ポッコラ               | 足木淳一郎 |
| 第15回       | 10月16日        | ドリームマッチ         | 足木淳一郎 |
| 第16回       | 10月23日        | 歴戦の技               | 足木淳一郎 |
| 第17回       | 10月30日        | 怪獣惑星               | 足木淳一郎 |
| 第18回       | 11月06日        | スカウト               | 足木淳一郎 |
| 第19回       | 11月13日        | ババルウ星人RB         | 足木淳一郎 |
| 第20回       | 11月20日        | 帰郷                   | 足木淳一郎 |
| 第21回       | 11月27日        | 訓練                   | 足木淳一郎 |
| 第22回       | 12月04日        | 歌は魔法               | 坂口俊昭   |
| 第23回       | 12月11日        | 相談                   | 坂口俊昭   |
| 第24回       | 12月18日        | サボり癖               | 坂口俊昭   |
| 第25回       | 12月25日        | ノーバ                 | 坂口俊昭   |
| 第26回       | 2022年 01月08日 | 手紙                   | 坂口俊昭   |
| 第27回       | 1月15日         | デート                 | 坂口俊昭   |
| 第28回（終） | 1月22日         | 命に代えても           | 坂口俊昭   |

### ライブアトラクション
『INTO THE STORY ウルトラマントリガー -超古代の秘宝-』
2021年12月18日、2022年1月8日、9日に、ライブストリーミングサービス『Z-aN』で配信の没入型ライブアトラクション第1弾。視聴者は出演者とのコミュニケーションが可能で、物語は視聴者の多数決で選択できる。
また、2022年4月2，3日は追加公演が開催され、1日で全3話公演。
2023年1月3日に全3話の物語を一本化したライブステージ特別版を、『ウルトラヒーローズEXPO2023 ニューイヤーフェスティバル IN 東京ドームシティ』でリアルイベントを開催し同時にオンラインでもSPWN配信。なお選択はできない。
| 幕     | 初回公演日     | サブタイトル   | 生出演                              |
| ------ | -------------- | -------------- | ----------------------------------- |
| 第一幕 | 2021年12月18日 | 扉をひらく物語 | 寺坂頼我（マナカ ケンゴ役）         |
| 第二幕 | 2022年01月08日 | 闇に染まる物語 | 青柳尊哉（ジャグラス ジャグラー役） |
| 第三幕 | 2022年01月09日 | 未来を願う物語 | 平野宏周（ナツカワ ハルキ役）       |

### ゲーム
データカードダス『ウルトラマン フュージョンファイト!』
本作品の放送と連動したシリーズ『ウルトラマン フュージョンファイト！BEYOND GENERATIONS』が2021年7月15日より稼働中。